# Geschichte der Homosexualität in den Vereinigten Staaten

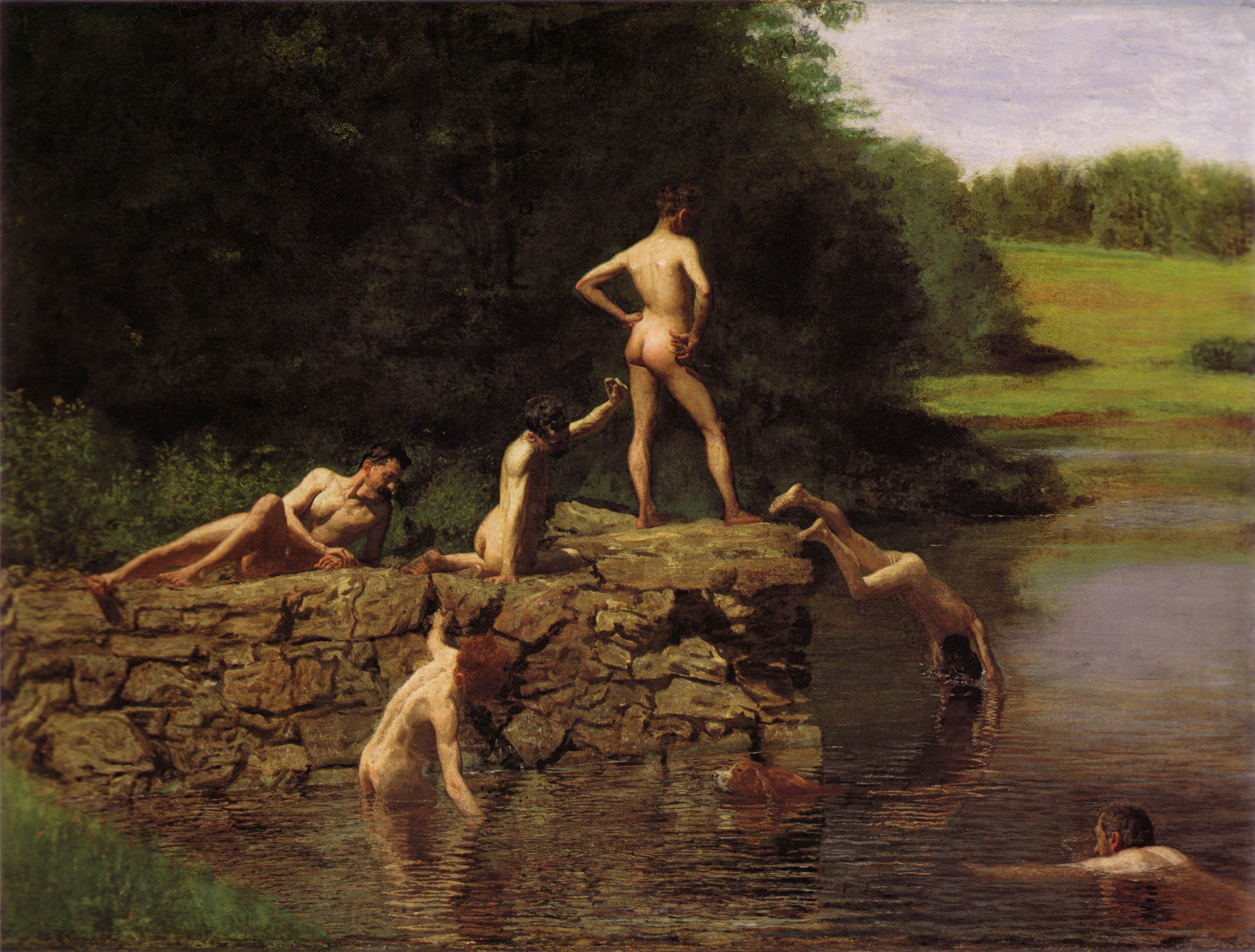
Swimming. 1885 entstandenes Ölgemälde von Thomas Eakins. Viele Vertreter der amerikanischen Homosexuellenbewegung schreiben dieser berühmten Arbeit heute homoerotischen Charakter zu.

Die Geschichte der Homosexualität in den Vereinigten Staaten war bis ins 20. Jahrhundert eine Geschichte von Menschen, die ihre sexuelle Orientierung angesichts drohender Strafverfolgung, gesellschaftlicher Ächtung und Diskriminierung oft nur im Verborgenen ausleben konnten. Aufgrund dieser Verborgenheit, für die sich in der englischen Sprache der Ausdruck „in the closet“ (Deutsch: im Wandschrank) eingebürgert hat, ist die Geschichtsforschung heute mit einer meist unbefriedigenden Quellenlage konfrontiert. Besonders unzureichend dokumentiert ist bis in die zweite Hälfte des 20. Jahrhunderts das Leben homosexueller Frauen. Dabei bestanden subkulturelle Nischen, in denen Homosexuelle durchaus ihren eigenen Lebensstil entfalten konnten, nachgewiesenermaßen schon im frühen 20. Jahrhundert.
Wie in vielen anderen Ländern hat sich auch in den USA das kulturelle Verständnis der Homosexualität im Laufe der Geschichte von „Sünde“ über „Verbrechen“ und „Krankheit“ bis hin zu „natürliche Gegebenheit“ gewandelt. Da die amerikanischen Bundesstaaten jeweils eigene Strafgesetze haben, vollzog sich die Entkriminalisierung homosexueller Handlungen in den USA in vielen Einzelschritten. Illinois war 1962 der erste Bundesstaat, der sein Gesetz gegen sexuelle Perversionen (engl. sodomy) abschaffte, zu denen auch die Homosexualität gezählt wurde. In anderen Bundesstaaten konnten homosexuelle Handlungen bis ins Jahr 2003 bestraft werden.
Die Anpassung der Gesetzeslage hinkte der sozio-kulturellen Entwicklung weit hinterher. Die Gleichstellung der Homosexuellen war Teil und Folge einer allgemeinen Befreiung der Sexualität aus kulturellen Traditionen, die im 20. Jahrhundert immer mehr an Bedeutung verloren und dem Konzept der sexuellen Selbstbestimmung wichen. In den USA begann die Emanzipation der Homosexuellen in der Zeit des Zweiten Weltkrieges. Wichtige Stationen waren Alfred Kinseys Studie Das sexuelle Verhalten des Mannes (1948), die Gründung der Mattachine Society (1950), die Mitwirkung späterer homosexueller Aktivisten im Civil Rights Movement (1955–1968), der Stonewall-Aufstand (1969), die Gründung von Kampforganisationen wie der Gay Liberation Front (1969), die Streichung der Homosexualität aus dem Krankheitskatalog der American Psychiatric Association (1973), die Neuorientierung der Schwulenbewegung während der AIDS-Krise (seit 1981), die Einbeziehung von weiteren Personengruppen wie z. B. Bisexuellen und Transgender (seit den 1990er Jahren) und im 21. Jahrhundert der politische Kampf um die gleichgeschlechtliche Ehe.

## Homosexualität in den indigenen Kulturen

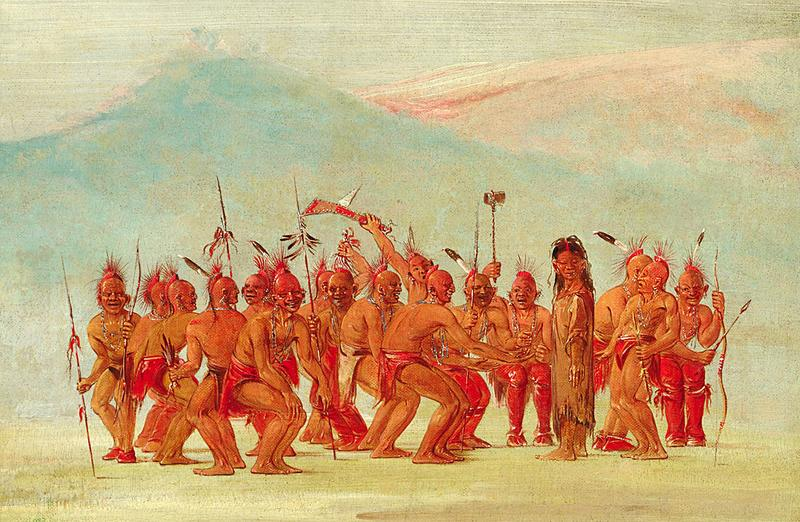
Dance to the Berdache, Zeichnung von George Catlin (1796–1872)

Mehr als 130 verschiedene indigene Völker Nordamerikas besaßen eine spezielle Kategorie für Männer, die Frauenkleidung trugen, „Frauenarbeit“ wie Korbflechterei und Töpferei verrichteten, sexuellen Umgang mit Männern hatten und innerhalb der Gemeinschaft eine besondere spirituelle Funktion übernahmen. Diese sogenannten Two-Spirits wurden nicht als homosexuell eingestuft, sondern einem dritten oder vierten Geschlecht zugeordnet, dessen Besonderheit darin bestand, dass ein und demselben Körper zwei Seelen innewohnten. Unter den ersten Weißen, die auf dem Gebiet der späteren USA Two-Spirits beobachteten und beschrieben, waren christliche Missionare und Entdecker wie Álvar Núñez Cabeza de Vaca, Jacques Marquette, Pierre Liette und Pierre François Xavier de Charlevoix. Selbst ethnologisch interessierte Weiße wie der Künstler George Catlin, der Two-Spirits noch in den 1830er Jahren beobachtete, beschrieb und malte, befürworteten deren Ausrottung. Obwohl im Rahmen der Wiederbelebung indigener Kulturgüter sich auch heute vereinzelt Angehörige indigene Völker als Two-Spirits bezeichnen, ist dieser Bestandteil der indigenen Kultur mit ihrer Unterwerfung durch die Europäer jedoch weitgehend verloren gegangen.

## Kolonialzeit
Vom Beginn der weißen Kolonialisierung Nordamerikas bis weit ins 20. Jahrhundert war die Wahrnehmung von Homosexualität von der biblischen Tradition geprägt, die das Phänomen untrennbar mit der Sündhaftigkeit von Sodom und Gomorra in Verbindung brachte. Besonders die Puritaner, die von 1620 an in großer Zahl nach Neuengland auswanderten, verabscheuten sexuelle Unzucht (engl. sodomy) und empfanden sie neben bestiality (deutsch: Zoophilie) als die schlimmste der Sünden überhaupt.
Außer in Georgia, wo eine gesetzliche Regelung für homosexuelle Handlungen fehlte, war „Sodomie“ in allen britischen Kolonien, die 1776 ihre Unabhängigkeit erklärten, strafbar. In New York, New Jersey, Delaware, Maryland und North Carolina wurde sie über lange Zeit hinweg nach dem britischen Common Law behandelt, das ohne Ansehen des Tätergeschlechtes jede sexuelle Handlung kriminalisierte, die nicht der Fortpflanzung diente. In New Hampshire, Massachusetts, Rhode Island, Connecticut, Virginia und South Carolina galten eigene Gesetze, deren Wortlaut meist an das Sodomieverbot des 3. Buch Mose angelehnt war. In Pennsylvania änderte sich die Rechtslage wiederholt; solange die Quäker in dieser Kolonie den Ton angaben (1681–1693), war Pennsylvania auch die einzige Kolonie, in der männliche homosexuelle Handlungen nicht mit dem Tode bestraft wurde. Außer in Massachusetts unterlagen Frauen den Sodomiegesetzen grundsätzlich ebenso wie Männer; Strafverfolgungen wegen lesbischer Handlungen waren in der Kolonialzeit jedoch äußerst selten.
(Siehe auch: Chronologie der Sodomiegesetze in den Vereinigten Staaten.)
Der erste überlieferte Fall eines Weißen, der auf dem späteren Staatsgebiet der USA wegen „Sodomie“ hingerichtet wurde, ist der des französischen Übersetzers Guillermo, der sein Leben 1566 in der neuspanischen Kolonie Florida verlor. Der erste bekannte Sodomiefall in einer der britischen Kolonien war der von Richard Cornish, der 1625 in Virginia gehängt wurde, nachdem er angeblich einen anderen Mann vergewaltigt hatte. 1629 wurden fünf junge Männer, die an Bord der Talbot in die Massachusetts Bay Colony einreisten, homosexueller Handlungen beschuldigt; die lokalen Autoritäten fühlten sich der Aburteilung eines so schrecklichen Verbrechens nicht gewachsen und schickten die Jungen zur Bestrafung nach England zurück. Die erste Frau auf dem Boden der britischen Kolonien, die sich wegen einer lesbischen Beziehung zu verantworten hatte, war 1648 eine Einwohnerin der Massachusetts Bay Colony, Elizabeth Johnson. Bis zum Ende des 19. Jahrhunderts wurden nur wenige Sodomiefälle bekannt, sodass sie als Ausnahmeereignisse mit hohem Seltenheitscharakter galten.

## 18. und 19. Jahrhundert

### Liberalisierung des Strafrechts
Nach der Unabhängigkeitserklärung der Vereinigten Staaten im Jahre 1776 behielten die Gründungsstaaten ihre Sodomieregelungen aus der Kolonialzeit bei, die für homosexuelle Handlungen zwischen Männern im Regelfall die Todesstrafe vorsahen. Gleichgeschlechtliche Handlungen zwischen Frauen waren in den meisten Bundesstaaten grundsätzlich ebenso strafbar, wurden bis zum Ende des 20. Jahrhunderts jedoch nur sehr selten verfolgt und meist milder bestraft als entsprechende Handlungen zwischen Männern. Im Zuge einer allgemeinen Liberalisierung, die ihre Anregungen aus der Aufklärung und der Französischen Revolution empfangen hatte, war Pennsylvania 1786 der erste der damals 13 US-Bundesstaaten, der die Todesstrafe für „Sodomie“ abschaffte. An die Stelle der Todesstrafe trat dort eine 10-jährige Gefängnisstrafe und die Einziehung des gesamten Vermögens. Andere amerikanische Bundesstaaten zogen nach; in South Carolina konnten überführte „Sodomiten“ jedoch noch bis ins Jahr 1873 zum Tode verurteilt werden.

### Beginnende Psychiatrisierung der Homosexualität
Die Psychiatrisierung der Homosexualität, d. h. die Auffassung, Homosexualität sei eine Geistesstörung, fand ihren Höhepunkt erst mit der Begründung der Psychoanalyse (1896). Ihre Wurzeln liegen jedoch bereits im frühen 19. Jahrhundert. In sexualpädagogischen Publikationen wie The Young Man’s Guide (William Andrus Alcott, 1833) und Lecture to Young Men on Chastity (Sylvester Graham, 1834) wurden unerwünschtem Sexualverhalten wie Masturbation oder Homosexualität erstmals dramatische gesundheitliche Folgen wie Wahnsinn, Veitstanz, Epilepsie, Idiotie, Lähmung, Schlaganfall, Erblindung, Hypochondrie und Schwindsucht zugeschrieben.

### Geduldete Grenzformen
Im 18. und frühen 19. Jahrhundert wurde die Verfolgung von Homosexuellen durch das Entstehen des auch in den USA verbreiteten Freundschaftskultes erschwert. In den gebildeten Bevölkerungsschichten gewannen gleichgeschlechtliche Freundschaften damals häufig einen exklusiven und emotional stark aufgeladenen, bisweilen erotischen Charakter. Dennoch fanden sie gesellschaftliche Billigung, da man – nach Meinung vieler neuerer Literaturhistoriker zu Unrecht – annahm, dass es dabei nicht zu wirklichen sexuellen Kontakten kam. Aufschlussreiche Dokumente finden sich etwa in den Arbeiten und Nachlässen der Schriftsteller Ralph Waldo Emerson (1803–1882), Henry David Thoreau (1817–1862), Bayard Taylor (1825–1878) und Walt Whitman (1819–1892).
Eine sozio-kulturelle Besonderheit des 19. Jahrhunderts war die sogenannte Boston Marriage (deutsch: „Bostoner Ehe“), eine emotional intensive und exklusive Langzeit-Freundschaft zwischen zwei – oft dem Feminismus zugewandten – Frauen, die in einem gemeinsamen Haushalt zusammenlebten und dieser Lebensform größere Freiheit für ein soziales oder politisches Engagement verdankten, als wenn ihnen die Beschränkungen auferlegt gewesen wären, die für Ehefrauen damals normal waren. Anwenden lässt sich der Begriff zum Beispiel auf die Schriftstellerinnen Sarah Orne Jewett und Annie Adams Fields sowie auf die Frauenrechtsaktivistinnen Susan B. Anthony und Anna Howard Shaw. Dass eine Frau das Zusammenleben mit einer anderen Frau der Ehe mit einem Mann vorzog, wurde in der viktorianischen Zeit deshalb akzeptiert, weil man annahm, dass diese Frauen nicht durch erotische Interessen verbunden waren. Ob diese Frauen als frühe Lesben reklamiert werden dürfen, ist in der feministischen Forschung heute umstritten.

## 1900–1940

### Strafverfolgung

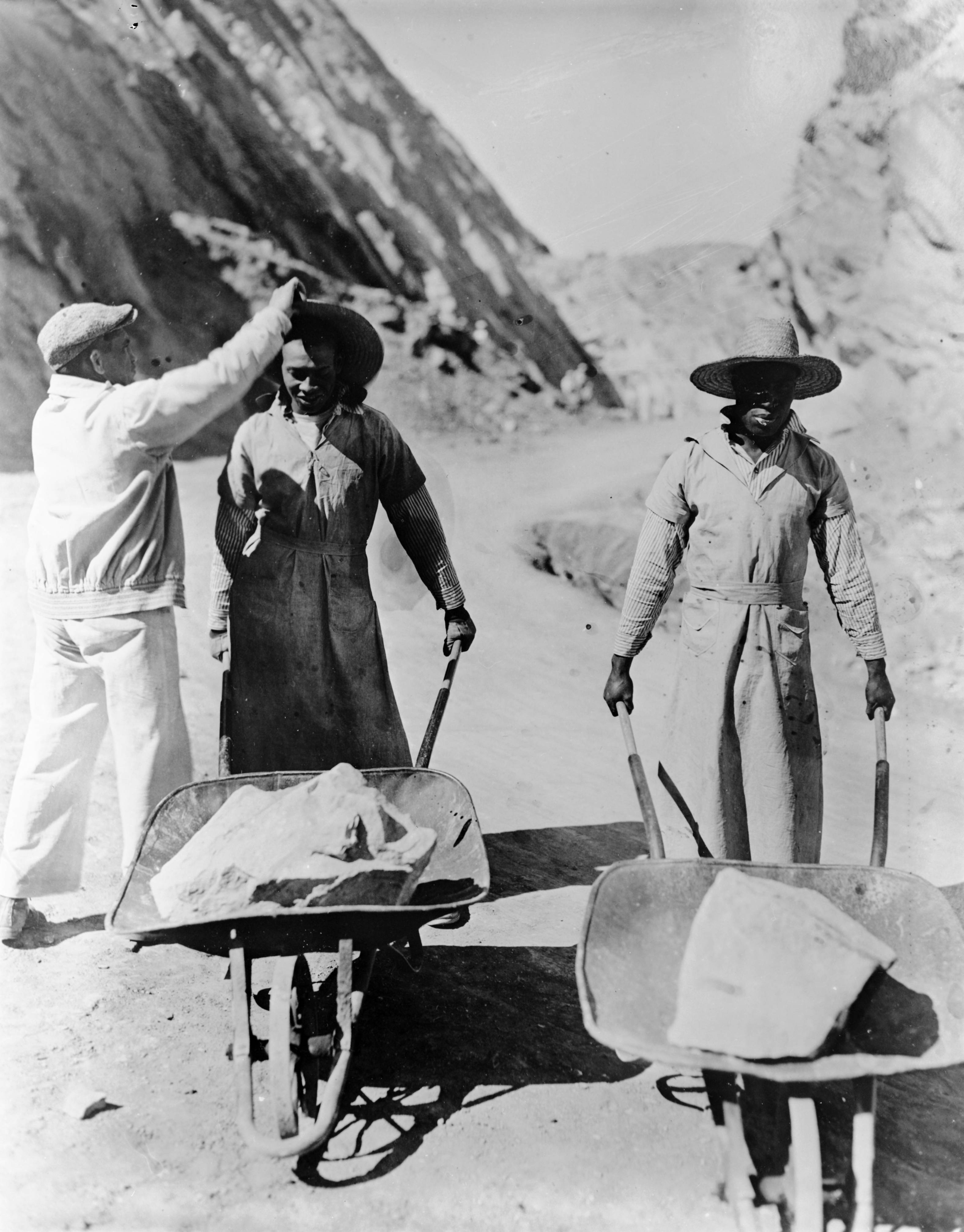
Häftlinge in Colorado, die wegen ihrer Homosexualität zum Tragen weiblicher Kleidung und zum Schieben von Felsbrocken gezwungen werden. Aufgenommen zwischen 1900 und 1910.

Wie John Loughery beschrieben hat, führte nach dem Eintritt der USA in den Ersten Weltkrieg (1917) die Massenrekrutierung amerikanischer Soldaten zu einer Häufung von Fällen homosexueller Handlungen. Zu einer ausgedehnten Verfolgung homosexueller Männer kam es zum Beispiel während des Newport Sex Scandal, der sich 1919 in der Navy-Basis in Newport, Rhode Island ereignete. Im Verlaufe der Untersuchungen wurden dort mehrere Dutzend Zivilisten und Militärangehörige verhaftet, darunter auch ein Militärgeistlicher der Episkopalkirche.

### Die erste Organisation
Ende 1924 gründete Henry Gerber in Chicago die Society for Human Rights. Obwohl diese Organisation sich pro forma als Interessenvertretung von Menschen mit „geistigen Anomalien“ präsentierte, war es de facto die erste Schwulenrechtsorganisation der Vereinigten Staaten. Sie veröffentlichte auch die erste Homosexuellenzeitschrift der USA, die – nach einem deutschen Vorbild gestaltete – Friendship and Freedom. Nur wenige Monate nach ihrer Gründung wurde die Society for Human Rights von der Chicagoer Polizei wieder aufgelöst.

### Frühe subkulturelle Nischen und Treffpunkte
Die Industrialisierung hatte der Mittelschicht im 19. Jahrhundert einen zunehmenden Wohlstand beschert, der zu einem weitreichenden Wandel der Lebensformen führte. Homosexuelle Männer profitierten davon besonders, denn sie konnten ihre Herkunftsfamilien nun leicht verlassen, um Arbeits- und Lebensgemeinschaften mit anderen Männern zu bilden. Mit der Bowery besaß New York City bereits in den 1890er Jahren einen schwulen Distrikt. Lokale wie die Columbia Hall, die Manilla Hall, das Little Bucks und das Slide waren bevorzugte Treffpunkte männlicher Homosexueller, die aufgrund ihrer extravaganten modischen Erscheinung damals oft als fairies (deutsch: Feen) bezeichnet wurden.
Im schwarzen New Yorker Stadtteil Harlem, der seit dem Ende des Ersten Weltkrieges den Rang der „Kulturhauptstadt“ des schwarzen Amerika beanspruchen durfte, gab es in den 1920er Jahren Lokale, in denen Männer miteinander tanzen konnten und in denen Drag-Bälle veranstaltet wurden. In dieser Zeit bot die von Liberalität und Offenheit geprägte Harlem Renaissance besonders günstige Bedingungen für die Entstehung einer homosexuellen Szene. Homosexuelle und bisexuelle Künstler wie Langston Hughes, Richard Bruce Nugent, Countee Cullen, Ma Rainey, Bessie Smith, Gladys Bentley, Alberta Hunter und Ethel Waters entfalteten hier eine nicht unbedingt nach außen hin sichtbare, aber doch blühende Subkultur.

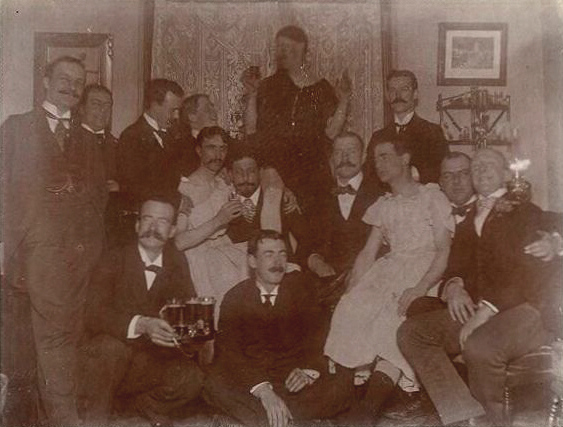
Party in einem Privathaus in Portland, Oregon, ca. 1900.

In Downtown Manhattan beheimatete der Stadtteil Greenwich Village eine homosexuelle Szene, in der weibliche und männliche Cross-Dresser auf Maskenbällen auftreten konnten, etwa in der Webster Hall. Empfangen wurden Homosexuelle auch in Privatclubs wie dem von Polly Holladay. In den frühen 1930er Jahren entwickelte sich der Times Square zum schwulen Distrikt, in dem homosexuelle Männer in Boarding Houses (deutsch etwa: Pensionen) häufig unbehelligt zusammenlebten. Einschlägige Cruising-Bereiche waren unter anderem die Hafendocks, wo Einheimische mit Seeleuten in Kontakt kommen konnten. Öffentliche Toiletten wurden bereits seit der Wende zum 20. Jahrhundert zur Aufnahme homosexueller Kontakte genutzt. Auch in anderen amerikanischen Großstädten entstanden erste Treffpunkte, etwa in San Francisco, wo 1933 die Black Cat Bar eröffnet wurde. Für die meisten Amerikaner waren diese Subkulturen weitgehend unsichtbar; wie der Historiker George Chauncey aufgewiesen hat, bestanden in den ersten Jahrzehnten des 20. Jahrhunderts jedoch zahlreichere und vielfältigere homosexuelle soziale Welten als etwa in der Mitte des Jahrhunderts. Generell gilt, dass Homosexuelle und Bisexuelle im frühen 20. Jahrhundert weniger als in späteren Zeiten unter dem Druck standen, sich hinsichtlich ihrer sexuellen Orientierung festzulegen und als schwul zu bekennen, und mehr Freiheit besaßen, zwischen unterschiedlichen Welten zu „pendeln“.
Seit dem ausgehenden 19. Jahrhundert konnten erstmals auch lesbische Frauen ihren eigenen Lebensentwürfen folgen. Seit in den USA die ersten Frauen-Colleges gegründet wurden, konnten sie studieren, und da das Studium und die sich damit ergebende Möglichkeit selbständiger Erwerbsarbeit für Frauen oftmals eine Entscheidung gegen die Ehe war, bildeten viele von ihnen Arbeits- und Lebensgemeinschaften mit anderen Frauen, die weit über das Studium hinaus reichten. In Settlement Houses (deutsch etwa: Wohnheime) konnten Lesben unbehelligt zusammen wohnen, oftmals ihr ganzes erwachsenes Leben lang. Wie viele der frühen Akademikerinnen lesbisch waren, ist schwer zu bestimmen und in der Forschung umstritten. Eine soziale und kulturelle Nische konnten Lesben auf jeden Fall auch in Organisationen wie der Young Women’s Christian Association (YWCA) oder in dem 1912 in Greenwich Village gegründeten radikal feministischen Club Heterodoxy finden. Eine frühe Identifikationsfigur der lesbischen Subkultur war die Schriftstellerin Willa Cather (1873–1947), die mit ihrer Lebensgefährtin in Greenwich Village 40 Jahre lang zusammenlebte und in deren Romanwerk viele Interpreten homosexuellen Subtext zu finden meinen.

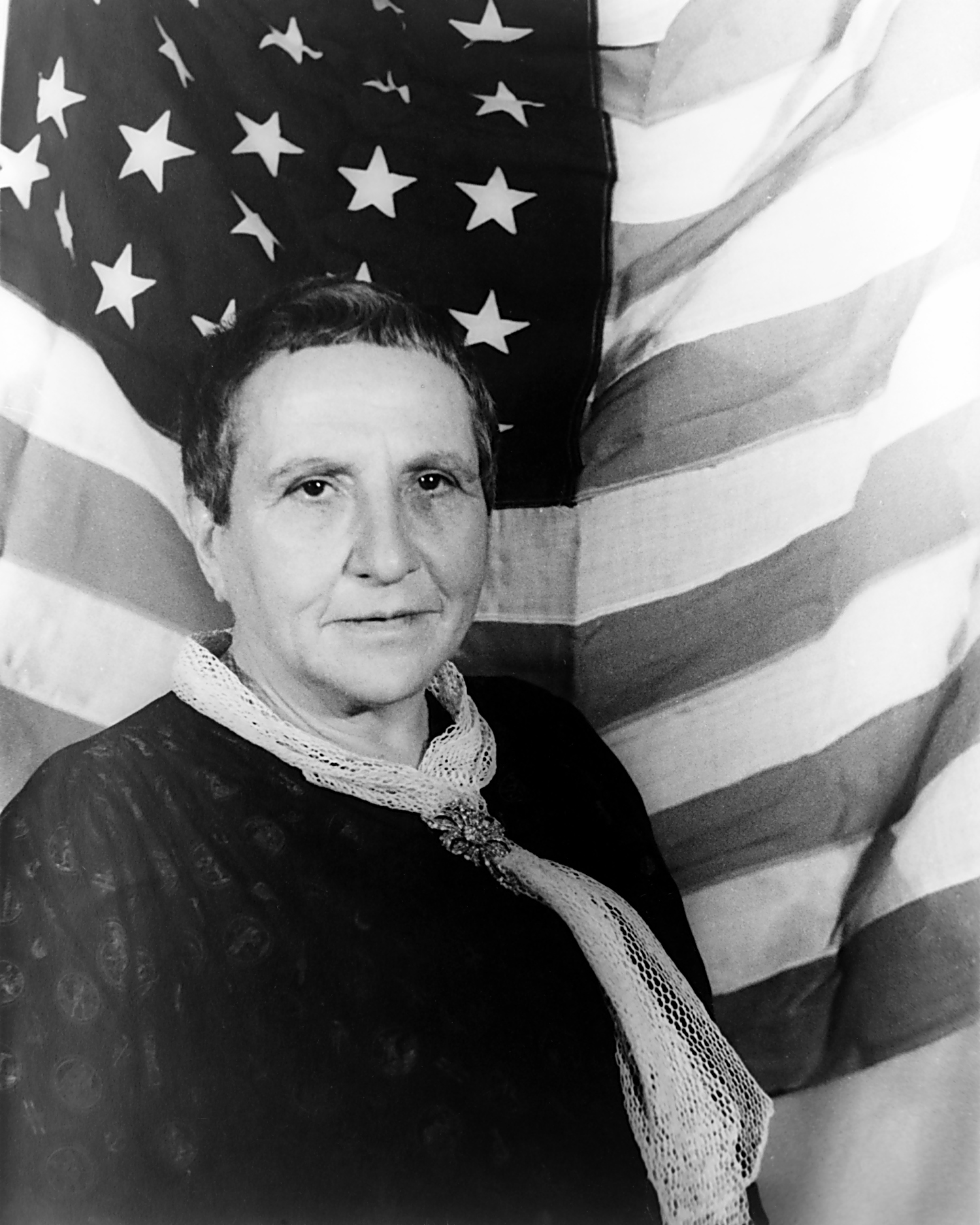
Die Schriftstellerin Gertrude Stein, fotografiert von Carl Van Vechten 1935.

Manche homosexuellen Amerikaner zogen dennoch ein Leben im Ausland vor. Eine der berühmtesten von ihnen ist die Schriftstellerin Gertrude Stein, die mit ihrer Lebensgefährtin Alice B. Toklas fast vier Jahrzehnte lang in Paris lebte. Bereits seit der Wende zum 19. Jahrhundert lebten dort auch die offen bisexuelle Tänzerin Isadora Duncan sowie die Dichterin Natalie Clifford Barney, die intim mit Renée Vivien verbunden war. In Rom hatten Mitte des 19. Jahrhunderts die lesbische amerikanische Bildhauerin Harriet Hosmer und die Schauspielerin Charlotte Saunders Cushman gelebt, letztere gemeinsam mit ihrer Lebensgefährtin Matilda Hays.
Weder ausreisen noch eigenen homosexuellen Lebensentwürfen folgen konnten die meisten amerikanischen Schwarzen und Angehörigen der Unterschicht, da sie unter subsistenzwirtschaftlichen Bedingungen lebten, in denen junge Menschen einerseits nicht auf das Familiennetzwerk verzichten konnten und die Familien andererseits nicht ohne die Mitarbeit der Jungen auskamen. Frauen, auch lesbische Frauen, konnten es sich unter solchen Verhältnissen insbesondere nicht leisten, kinderlos zu bleiben, da Kinder als Arbeitskräfte überlebensnotwendig waren. Subkulturelle homosexuelle Nischen konnten unter derartigen Bedingungen kaum entstehen und blieben darum vorerst ein Privileg der besser Verdienenden.

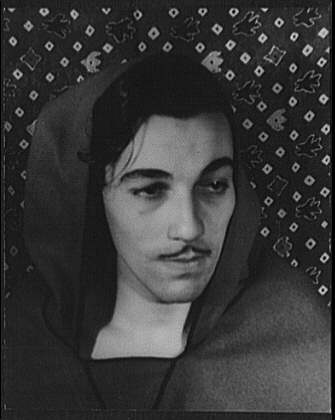
Der Filmschauspieler Cesar Romero, fotografiert von Carl Van Vechten 1934.

Auf die Weltwirtschaftskrise folgte in den 1930er Jahren in vielerlei Hinsicht eine Renaissance der Prüderie. Auch das schwule öffentliche Leben wurde zurückgedrängt. Die New Yorker Bühnen waren bereits seit 1927 durch das Wales Theatrical Padlock Bill daran gehindert, homosexuelle und andere als pervers geltende Inhalte darzustellen. In einem Akt der vorauseilenden Selbstzensur unterwarf sich die nationale Filmproduktionsindustrie 1934 dem Production Code (auch: Hays Code), der festschrieb, welche Filminhalte für das Kinopublikum moralisch akzeptabel seien. Punkt 2–4 des Code – Sex perversion or any inference to it is forbidden. (deutsch: Sexuelle Perversion oder jeder Rückschluss darauf ist verboten) – schloss auch die Darstellung homosexueller Inhalte aus. Da auch Presse und Hörfunk das Thema aussparten und – mit der Ausnahme medizinischer Fachliteratur – auch Bücher sich mit Homosexualität nicht beschäftigten, konnte man in der gesamten Zeit vor dem Zweiten Weltkrieg in den USA aufwachsen, ohne jemals auch nur einem Hinweis darauf zu begegnen, dass es so etwas wie Homosexualität überhaupt gab.
Auch in den 1930er und frühen 1940er Jahren konnten Homosexuelle sich in Städten wie New York jedoch weiterhin treffen – vorausgesetzt, sie gehörten der Oberschicht an. Berühmte schwule Treffpunkte dieser Zeit waren die Metropolitan Opera, das Sutton Theater und elegante Bars wie der Oak Room des Plaza-Hotels und die Bar im Astor Hotel. In anderen amerikanischen Großstädten gab es ähnliche Orte. Im Gegensatz zu den Treffpunkten der weniger Reichen waren diese diskreten Lokale vor Polizeirazzien weitgehend geschützt. New Yorker Lesben trafen sich in den 1930er und 1940er Jahren im Howdy Club.
Mit Monty Woolley, Clifton Webb, William Haines und dem Latin-Lover-Darsteller Cesar Romero gab es in Hollywood bereits in den 1920er und 1930er Jahren einige Filmstars, die aus ihrer Homosexualität kaum einen Hehl machten.

## Der Zweite Weltkrieg
Zu den Ereignissen, die auf die Entstehung einer Gruppenidentität der amerikanischen Homosexuellen den größten Einfluss hatten, zählt der Eintritt der USA in den Zweiten Weltkrieg (1941). 13 % der amerikanischen Bevölkerung traten während des Krieges den Streitkräften bei. Eine größere Konzentration homosexueller Männer hatte keine andere Einrichtung in den USA jemals hervorgebracht, und die Paradoxie der Situation bestand darin, dass die Militärführung Homosexualität zwar zu unterdrücken und zu stigmatisieren suchte, die Homosexuellen selbst jedoch überwältigt waren vom Eindruck ihrer eigenen Zahl. Da in der Truppenbetreuung nicht genügend weibliche Kräfte zur Verfügung standen, förderte die militärische Leitung Drag Shows, die von vielen Homosexuellen genutzt wurden, um auf verdeckte Weise eine schwule Kultur zu etablieren und zu pflegen.
In den weiblichen Organisationen – wie Women’s Army Corps (WAC) und Women Accepted for Volunteer Emergency Service (WAVES) –, in denen während des Zweiten Weltkrieges 275.000 Frauen dienten, entstand eine blühende lesbische Subkultur. Doch auch den lesbischen Zivilistinnen kamen die Kriegsverhältnisse insofern entgegen, als es in dieser männerlosen Zeit kaum Aufsehen erregte, wenn Frauen mit Frauen ausgingen.
Bis in die frühen 1940er Jahre hatten die amerikanischen Streitkräfte sich nur vereinzelt mit homosexuellen Vorkommnissen auseinandersetzen müssen, denen mit den Mitteln der Militärgerichtsbarkeit begegnet werden konnte. Als diese Fälle sich während des Zweiten Weltkrieges häuften, unternahm die Militärführung erstmals Anstrengungen, Homosexuelle durch psychiatrische Tests von vornherein am Eintritt in die Armee zu hindern. Diese Maßnahmen erwiesen sich jedoch als wenig erfolgreich, da weder die Tests zuverlässig waren noch die homosexuellen Rekruten ein Interesse daran hatten, mit dem Stigma der Homosexualität, das sie auch im Zivilleben nicht wieder losgeworden wären, ausgemustert zu werden. Von den 18 Millionen gemusterten Männern wurden weniger als 5.000 wegen Homosexualität nicht in die Streitkräfte aufgenommen. Viele Homosexuelle suchten beim Militär auch Gelegenheit, unter Beweis zu stellen, dass sie nicht dem Klischee der Effeminiertheit entsprachen, und traten vorzugsweise besonders „maskulinen“ Organisationen wie dem Marine Corps bei. Die Zahl der Männer und Frauen, die während des Krieges wegen ihrer Homosexualität aus den Streitkräften entlassen wurde („blue discharge“), betrug jedoch fast 10.000. Für die Betroffenen war die Rückkehr ins Zivilleben oft schwierig, da sie nicht nur unfreiwillig „geoutet“ waren, sondern auch die Sozialleistungen nicht erhielten, auf die entlassene Militärmitglieder normalerweise Anspruch hatten.

## 1945–1968

### Ent-Psychiatrisierung der Homosexualität
Mit dem Aufstieg der Psychoanalyse (ab 1896) setzte sich auch in der amerikanischen Psychiatrie die Auffassung durch, Homosexualität sei eine neurotische Störung. Diese Meinung wurde auch von Institutionen mit humanitären Anliegen wie den Quäkern unterstützt, die in den 1940er Jahren den sogenannten Quaker Emergency Service betrieben, dessen Readjustment Centers als Rehabilitationseinrichtungen vor allem auf männliche Homosexuelle zugeschnitten waren. Die Ursache für Homosexualität vermuteten die Psychiater bis zum Ende des Zweiten Weltkrieges meist in einem „hormonellen Ungleichgewicht“, das häufig medikamentös „behandelt“ wurde. Andere zeittypische Behandlungsformen, mit denen versucht wurde, Homosexuelle zu „kurieren“, waren die traditionelle Psychoanalyse, Aversionstherapie, Schockbehandlung und Lobotomie (letztere bis 1951). Seit Beginn des 20. Jahrhunderts wurden homosexuelle Frauen und Männer zwangsweise in Krankenhäuser eingeliefert, manche suchten psychologische Behandlung auch aus eigenem Antrieb. Insgesamt galt Homosexualität bis zum Zweiten Weltkrieg als sehr seltenes Phänomen.
1941 veröffentlichte der New Yorker Psychiater George Henry seine auf Hunderten von Interviews basierende Studie Sex Variants. Die methodisch strittige Untersuchung war die erste in den USA, die einen repräsentativen Querschnitt der weiblichen und männlichen Homosexualität der Zeit bot.
Generell wurde die Sexualmoral in dieser Zeit liberalisiert. Ein wichtiger Faktor war das Verfügbarwerden von Antibiotika. Sexuell übertragbare Krankheiten wie Syphilis und Gonorrhoe wurden heilbar, und die Angst vor ihnen stand einer Ausweitung der sexuellen Freizügigkeit nicht länger im Wege. Während für die heterosexuellen Amerikaner die Sexuelle Revolution erst nach der Einführung der Antibabypille (1960) beginnen konnte, genossen die Homosexuellen entsprechende Bedingungen bereits seit den 1930er Jahren.
Mitglieder der amerikanischen Streitkräfte waren, wenn der Verdacht der Homosexualität auf sie fiel, in den ersten Jahren des Zweiten Weltkrieges noch inhaftiert worden. 1944 ordnete die Militärführung an, dass solche Personen stattdessen zwangshospitalisiert wurden. Die Militärpsychiater erhielten auf diese Weise Gelegenheit, Homosexuelle in einer Zahl und Repräsentativität zu studieren, wie dies in den USA noch niemals vorgekommen war. Eine kleine Anzahl von Psychiatern – darunter Clements Fry und Edna Rostow – zog aus diesen Untersuchungen Rückschlüsse, die sich mit der verbreiteten Lehrmeinung, nach der Homosexualität eine Störung sei, nicht mehr vereinbaren ließen, fanden jedoch nur wenig Gehör.
1948 folgte Alfred Kinseys Studie Das sexuelle Verhalten des Mannes. Diese ebenfalls auf Interviews basierende Untersuchung erregte weites Aufsehen, weil sie die amerikanische Öffentlichkeit erstmals mit der Tatsache konfrontierte, dass Homosexualität und Bisexualität keine „Randgruppen“-Phänomene waren, sondern in mehr oder weniger starker Ausprägung die Mehrheit der Bevölkerung betrafen. Kinseys Arbeit trug beträchtlich dazu bei, den gesellschaftlichen Diskurs über Sexualität von religiös-moralischen Deutungen zu befreien und zu verwissenschaftlichen. Das von Kinsey 1947 gegründete Kinsey-Institut veröffentlichte später viele weitere wichtige Studien zur Homosexualität.
1951 erschien Edward Sagarins unter dem Pseudonym Donald Webster Cory veröffentlichter Bericht The Homosexual in America. Das Buch, das aus homosexueller, sympathisierender Sicht geschrieben war und eine weite Leserschaft fand, lieferte ein umfassendes Porträt der männlichen homosexuellen Subkultur.
1957 veröffentlichte Evelyn Hooker ihre viel beachtete Studie The Adjustment of the Male Overt Homosexual, in der erstmals nachgewiesen wurde, dass homosexuelle Männer sich im Hinblick auf ihre psychische Gesundheit von heterosexuellen Männern nicht unterscheiden. 1965 folgte Judd Marmors Buch Sexual Inversion: The Multiple Roots of Homosexuality, dessen Autor argumentierte, dass die Einstellung gegenüber Homosexualität kulturell determiniert sei. Die American Psychiatric Association (APA) folgte dieser Auffassung und beschloss am 15. Dezember 1973, Homosexualität aus ihrer Liste der Geisteskrankheiten zu streichen. Einzelne namhafte Psychiater wie Charles Socarides und Irving Bieber hielten an ihrer Auffassung, Homosexualität sei eine neurotische Störung, jedoch bis zum Ende des 20. Jahrhunderts fest.

### Homosexuelle Kultur in New York

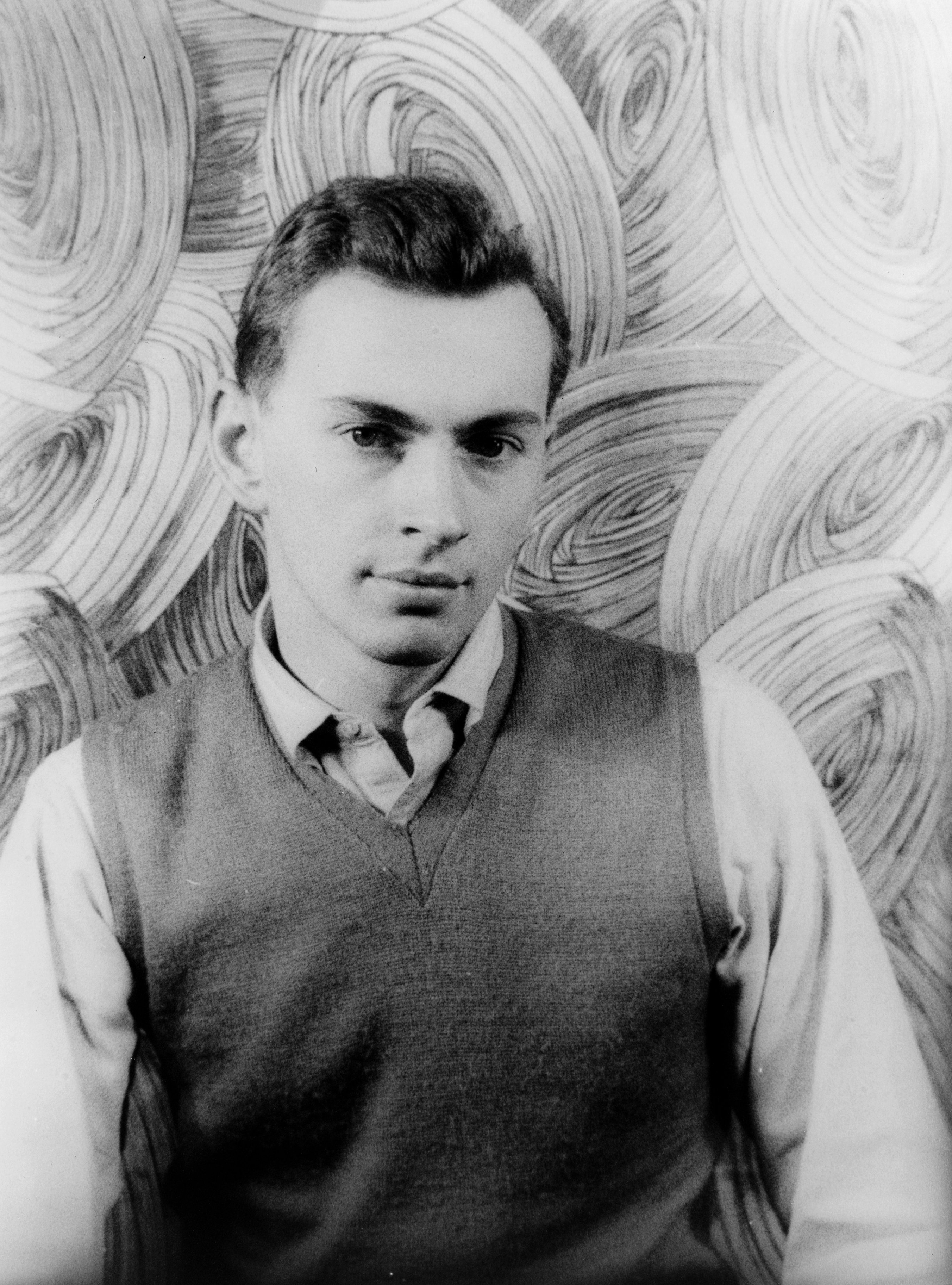
Der Schriftsteller und Essayist Gore Vidal (1925–2012) war einer der wenigen New Yorker Intellektuellen, die ihre Homosexualität bereits in den 1950er Jahren offen auslebten.

Während des Zweiten Weltkrieges strömten Hunderttausende von Militärangehörigen, die auf dem Wege nach Europa waren oder von dort heimkehrten, durch New York. In den 1950er Jahren lebten hier mehr Künstler und Bilderstürmer jeglicher sexueller Orientierung als in irgendeiner anderen amerikanischen Stadt. Bereits vor dem Krieg war die homosexuelle Community von New York die größte des Landes gewesen, von 1940 an wurde dieser Rang jedoch weiter gefestigt. Viele homosexuelle Kriegsheimkehrer ließen sich in New York nieder. Neue Lokale mit homoerotischen Untertönen entstanden, darunter die Bar im Savoy-Plaza Hotel. 1944 erreichte der seit den frühen 1930er Jahren alljährlich in Harlem veranstaltete Drag Ball seinen Höhepunkt. 1945 entstand die Veterans Benevolent Association (VBA), eine Hilfsorganisation, deren Angebote vor allem an solche ehemaligen Soldaten adressiert waren, die aus den Streitkräften wegen ihrer Homosexualität unehrenhaft entlassen worden waren. Nach dem Krieg wurde das Kulturleben der Stadt auch von den Dichtern der Beat Generation geprägt, unter denen sich besonders viele Homosexuelle befanden. In Harlem florierte seit den 1950er Jahren die Mount Morris Baths, eines der ersten inoffiziell schwulen Badehäuser in New York. Badehäuser wurden vom Homosexuellen im selben Umfang als Treffpunkte entdeckt, wie diese ihren ursprünglichen Zweck verloren, da immer mehr Wohnungen mit Badezimmer ausgestattet wurden. In den 1960er Jahren hatte die Stadt eine blühende homosexuelle Szene mit mehr als 40 schwulen Bars und Clubs und auch drei oder vier lesbischen Bars. Für die Entwicklung einer lesbischen Subkultur spielten Bars eine noch viel größere Rolle als für homosexuelle Männer, da für Lesben andere Treffpunkte gar nicht zur Verfügung standen.
Ebenfalls während des Zweiten Weltkrieges entstand in New York eine homosexuelle Intellektuellenszene, in deren Mittelpunkt der Kunstförderer Lincoln Kirstein stand, in dessen Salon u. a. die Schriftsteller W. H. Auden, Glenway Wescott und Monroe Wheeler und der Maler Paul Cadmus verkehrten. In New York lebten auch homosexuelle Nonkonformisten wie die Dichter Allen Ginsberg, John Ashbery, Frank O’Hara und Audre Lorde, die Schriftsteller Gore Vidal, Truman Capote, Christopher Isherwood, W. H. Auden, William Inge, Arthur Laurents, Edward Albee und Tennessee Williams, die Maler Jasper Johns, Robert Rauschenberg und Ellsworth Kelly, der Fotograf George Platt Lynes, der Architekt Philip Johnson, der Tänzer Rudolf Nurejew und die Komponisten Leonard Bernstein, Ned Rorem, John Cage, Aaron Copland und Cole Porter. Die meisten dieser Persönlichkeiten zogen es freilich vor, ihre sexuelle Orientierung nicht publik werden zu lassen.

### McCarthy-Ära
In der McCarthy-Ära begann in den USA eine Jagd auf so genannte „Subversive“, die nach Überzeugung von Joseph McCarthy und vieler anderer Rechter die amerikanische Regierung auf allen Ebenen infiltriert hatten, um das Land dem Kommunismus auszuliefern. Den „Subversiven“ wurden, ebenso wie anderen „Randgruppen“, bald auch „die Homosexuellen“ pauschal zugerechnet. McCarthy und der Staatssekretär John Peurifoy erklärten, es gebe einen „homosexuellen Untergrund“, der der „kommunistischen Konspiration“ Vorschub leiste. Dieser Verschwörungstheorie lag das in Washington kursierende Gerücht zugrunde, dass Hitler zu Erpressungszwecken eine Liste mit homosexuellen ausländischen – auch amerikanischen – Politikern angelegt habe, die 1945 der stalinistischen Sowjetunion in die Hände gefallen sei. Planer der anti-homosexuellen Kampagne war McCarthys Berater Roy Cohn; unterstützt wurde sie jedoch auch vom Chairman des Nationalen Komitees der Republikanischen Partei, Guy Gabrielson. Die Presse prägte die Schlagworte „pervert peril“ (deutsch: perverse Gefahr) und „lavender scare“ (deutsch: lavendelfarbener Schrecken), und vom Frühjahr 1950 an wurde landesweit gegen Homosexuelle ermittelt, was dazu führte, dass homosexuelle Mitarbeiter in großer Zahl aus dem öffentlichen Dienst entlassen wurden. 1954 begann das FBI damit, auch homosexuelle Organisationen zu infiltrieren und zu überwachen.
Zu den weithin wahrgenommenen Kritikern der Diffamierungskampagne zählte der Journalist Max Lerner, der für die Washington Post 1950 eine Artikelserie Washington Sex Story schrieb. Das Beschäftigungsverbot für Homosexuelle im öffentlichen Dienst blieb dennoch bis 1975 bestehen. 1953 unterzeichnete US-Präsident Dwight D. Eisenhower die Executive Order Nr. 10450, die unter anderem bestimmte, dass die Regierung im Interesse der nationalen Sicherheit keine homosexuellen Mitarbeiter beschäftigen dürfe.
Zur größten anti-homosexuellen Hysterie in der amerikanischen Geschichte kam es im Herbst 1955 in Boise, Idaho, wo nach Übergriffen auf angeblich Hunderte von Jungen die Polizei fast 15.000 Einwohner nach den möglichen Mitgliedern eines vermeintlichen homosexuellen Täterringes befragte. Die Ermittlungen erbrachten die Namen von Hunderten von Personen, die der Homosexualität verdächtigt wurden. Schließlich wurden 16 Männer verhaftet, 9 davon wurden verurteilt.

### Homosexuelle im Civil Rights Movement (1955–1968)

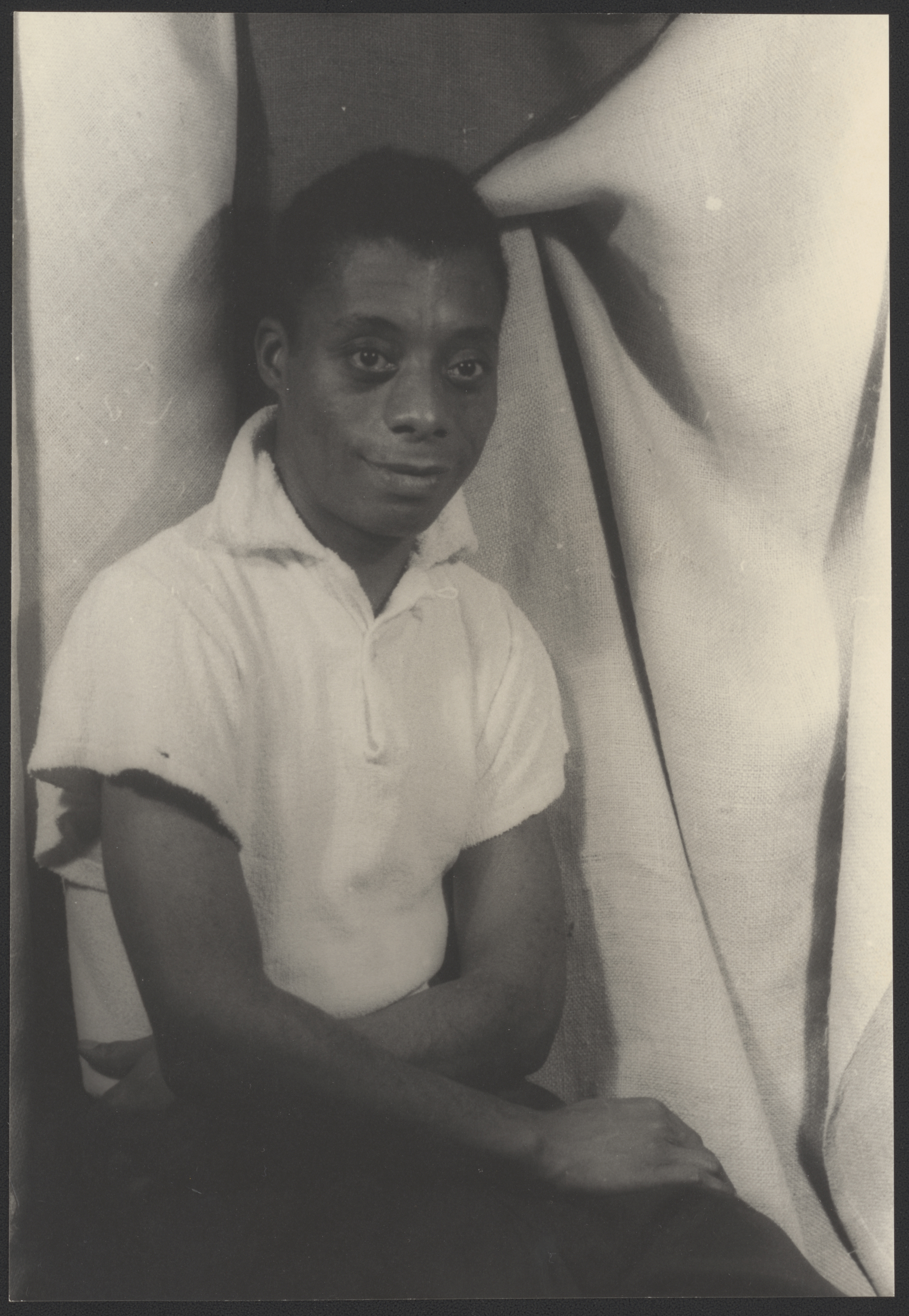
Der bisexuelle Schriftsteller James Baldwin zählte zu den namhaftesten Vorkämpfern des Civil Rights Movement. Fotografiert von Carl Van Vechten, 1955.

Bereits 1951 hatte Edward Sagarin festgestellt, dass die Diskriminierung von Homosexuellen – ebenso wie die von Juden und Afroamerikanern – in dieser Zeit eines der bedeutendsten Probleme im Umgang mit  Minderheiten in den USA ausmachte. Da Homosexualität in den 1950er und frühen 1960er Jahren viel stärker mit Tabus behaftet war als die gesellschaftliche Benachteiligung der Schwarzen, und Homosexuelle sich in dieser Zeit nur sehr selten „outeten“, waren ihre Rechte auf der Agenda der Bürgerrechtskämpfer gänzlich ausgespart. Aktivisten wie Jack Nichols und Franklin E. Kameny, der 1968 den Slogan „Gay is good“ (deutsch: schwul ist gut) prägte, nahmen an Bürgerrechtsdemonstrationen wie dem Marsch auf Washington zwar teil, traten dort jedoch nicht als Vertreter der Homosexuellenbewegung auf.
Einer der prominentesten Aktivisten des amerikanischen Bürgerrechtsbewegung war der offen bisexuelle Schriftsteller James Baldwin, dessen Romane immer wieder den besonderen Druck ausgelotet haben, der auf Menschen liegt, die schwarz und bisexuell sind. Ein anderer offen homosexueller Bürgerrechtsaktivist war Bayard Rustin, der Martin Luther King, Jr. in den 1960er Jahren als Berater diente, sich später aber verstärkt für die Rechte der Homosexuellen einsetzte. Das Civil Rights Movement wurde später zum Modell der homosexuellen Emanzipationsbewegung.

### Organisation der homosexuellen Bürgerrechtsbewegung
Bereits im November 1950 hatte Harry Hay in Los Angeles die erste homosexuelle Organisation der Vereinigten Staaten gegründet, die Bestand haben sollte: die Mattachine Society. Offiziell wurde diese Gründung jedoch erst 1954 und unter einem anderen Leitungsteam. Vorrangiges Ziel der Vereinigung, die bald Niederlassungen in anderen amerikanischen Städten gründete und eine Zeitschrift, den Mattachine Review (1955–1966), herausgab, war die Werbung um gesellschaftliche Anerkennung für Homosexuelle. Ebenfalls 1950 entstanden in Los Angeles die Knights of the Clock, eine Organisation, die gleichgeschlechtliche Paare ungleicher Hautfarbe unterstützte.
1952 gründete eine Gruppe ehemaliger Mitglieder der Mattachine Society ONE, Inc., eine ebenfalls in Los Angeles niedergelassene Homosexuellenrechtsorganisation. ONE, Inc. gab von 1953 an das sehr erfolgreiche ONE Magazine heraus und gründete 1956 das ONE Institute, eine Bildungseinrichtung, die von 1957 an Veranstaltungen zur Geschichte der Homosexualität anbot. Das One Institute wiederum wurde Herausgeber des landesweit ersten wissenschaftlichen Journals zum Thema Homosexualität, des One Institute Quarterly. ONE, Inc. schloss sich 1996 mit dem Institute for the Study of Human Resources (ISHR) zusammen.
1955 wurde in San Francisco die erste lesbische Bürgerrechtsorganisation gegründet. Mit der Organisation Daughters of Bilitis (DOB), die bald Gruppen auch in anderen amerikanischen Städten bildete und die von 1956 an eine Zeitschrift, The Ladder, herausgab, sollte ein soziales Forum geschaffen werden, das im Gegensatz zu Lesbenbars legal und vor Razzien sicher war.
Kameny und Nichols gründeten 1961 die Mattachine Society of Washington, die im Gegensatz zur gleichnamigen New Yorker Organisation politische Veränderungen anstrebte und eine Lobbyarbeit begann, die vor allem darauf abzielte, den Ausschluss von Homosexuellen aus dem öffentlichen Dienst zu beenden. 1962 wurde in Philadelphia die Janus Society gegründet, die das in hoher Auflage gedruckte und viel gelesene Drum Magazine herausgab. 1963 schlossen einige der größten homosexuellen Organisationen in den East Coast Homophile Organizations (ECHO) zusammen.
Am 19. September 1964 gingen erstmals in der amerikanischen Geschichte Menschen für die Rechte der Homosexuellen auf die Straße; eine Gruppe von etwa 10 Demonstranten protestierte an diesem Tag in der Whitehall Street in New York City gegen die Diskriminierung Homosexueller in der Armee. Im Sommer 1965 fanden ähnliche Demonstrationen erstmals auch in der Hauptstadt Washington statt. 1966/67 entstand die North American Conference of Homophile Organizations (NACHO), die erste politische Dachorganisation der Homosexuellenbewegung, die mehr als 6.000 Mitglieder hatte, sich jedoch schon 1970 wieder auflöste. Die erste amerikanische Hochschule, die eine homosexuelle Studentenvereinigung anerkannte, war 1967 die New Yorker Columbia University. Im Januar 1967 protestierten auf dem Sunset Boulevard in Los Angeles mehrere Hundert Menschen gegen vorausgegangene Polizeirazzien in schwulen Bars; es war dies die bisher größte schwule Demonstrationsveranstaltung. In Greenwich Village in New York eröffnete der Aktivist Craig Rodwell im selben Jahr den ersten schwulen Buchladen des Landes, den Oscar Wilde Memorial Bookshop.

### Homosexuelle Kultur außerhalb von New York City
Homosexuelle Subkulturen bestanden schon seit dem ausgehenden 19. Jahrhundert in vielen amerikanischen Städten, etwa in Chicago, Los Angeles und San Francisco. San Francisco erhielt, seit in den 1950er Jahren die Dichter der Beat Generation dorthin übersiedelt waren, besonders großen Zustrom von Homosexuellen. Der schwule Aktivist José Sarria kandidierte dort bereits im Jahr 1961 für das Amt eines Stadtrats. Die Zeitschrift Life erklärte die Stadt 1964 zur „schwulen Hauptstadt Amerikas“. Im selben Jahr entstand in San Francisco auch die Society of Individual Rights (SIR), die stärker politisch orientiert war als die Mattachine Society und damit vielen später gegründeten Organisationen als Modell diente.
Wie Brett Beemyn gemeinsam mit einem Autorenteam dargestellt hat, gediehen homosexuelle Subkulturen jedoch nicht nur im vermeintlich fortschrittlichen und liberalen Klima großer Städte, sondern auch in ungezählten kleineren Orten.

### Religion und Homosexualität
Als in den 1950er und 1960er Jahren Religion in den USA allgemein an Bedeutung verlor und besonders die puritanischen Tabus mehr und mehr fielen, begannen einige religiöse Gemeinschaften, ihre Standpunkte gegenüber der Homosexualität zu überdenken. Die Episkopaldiözese von New York unterstützte bereits 1964 die Entkriminalisierung homosexueller Akte. Ebenfalls 1964 gründeten Reverend Ted McIlvenna und andere Geistliche in San Francisco das Council on Religion and the Homosexual, das mit seiner Werbung um Sympathien für Homosexuelle großen Einfluss insbesondere auf liberale Heterosexuelle nahm. 1967 beschloss eine Versammlung von Vertretern episkopaler Kirchen, dass Homosexualität nicht länger verdammt werden solle. 1968 entstand in Los Angeles die von Homosexuellen getragene Metropolitan Community Church, eine Freikirche, die rapide wuchs und heute Dachorganisation eines ganzen Kirchennetzwerkes ist. Andere Glaubensgemeinschaften wie die Römisch-katholische Kirche und die konservativen protestantischen Kirchen, die oft unter der Bezeichnung Evangelikale zusammengefasst werden, halten an ihrer Verwerfung der Homosexualität hingegen bis in die Gegenwart fest.
Zunehmend gehen die protestantischen mainline-Kirchen, die Mitglied der Organisation Churches Uniting in Christ sind, zur Akzeptanz homosexueller Paare über und ermöglichen Segnungsgottesdienste. Mit den Bischöfen Gene Robinson, Mary Douglas Glasspool und Guy Erwin erfolgten in den letzten Jahren die ersten Weihen von offen homosexuellen Bischöfen in diesen Kirchen.
Innerhalb des amerikanischen Judentums waren der Rekonstruktionismus und das Reformjudentum diejenigen Strömungen, die sich Homosexuellen zuerst öffneten. Mit Beit Chaim wurde 1972 in Los Angeles erstmals eine von Schwulen und Lesben getragene homosexuelle jüdische Kongregation gegründet; ein Jahr später entstand die Beit Simchat Thora-Kongregation in New York City. Bereits 1969 hatten homosexuelle Katholiken die Organisation DignityUSA gegründet; 1974 folgte IntegrityUSA (Episkopalkirche) und 1977 Affirmation: Gay & Lesbian Mormons (Kirche Jesu Christi der Heiligen der Letzten Tage).

### Homosexualität in den Medien
Nachdem 1963 A. M. Rosenthal Herausgeber der New York Times geworden war, war diese die erste unter den großen amerikanischen Tageszeitungen, die umfangreiche Artikel über Homosexualität veröffentlichte. Leitartikel wie Growth of Overt Homosexuality in City Provokes Wide Concern (17. Dezember 1963; deutsch: Anwachsen offener Homosexualität in der Stadt ruft breite Besorgnis hervor) waren nicht unbedingt homosexuellenfreundlich, beendeten jedoch die lange Verdrängung des Themas aus dem öffentlichen Diskurs und verschaffte ihm landesweite Aufmerksamkeit. Zu den prominentesten Persönlichkeiten, deren – unfreiwilliges – Coming-out Schlagzeilen machte, gehörten der Tennis-Champion William Tilden (1947) und Lyndon B. Johnsons Wahlkampfberater Walter Jenkins (1964).
Die Abschaffung des Hays Code in den 1960er Jahren markiert auch das Ende des unmittelbaren Einflusses, den die katholische Kirche bis dahin auf die amerikanische Filmindustrie ausgeübt hatte. Seit Ende der 1950er Jahre entstanden in Hollywood Filme wie Plötzlich im letzten Sommer (1959), Infam (1961), Sturm über Washington (1962), Spiegelbild im goldenen Auge, Tanz der Vampire (beide 1967), Flesh (1968), Die Volltrottel (The Gay Deceivers), Asphalt-Cowboy (beide 1969) und Die Harten und die Zarten (1970), in denen Homosexualität zunehmend explizit dargestellt wurde.

## 1969–1980

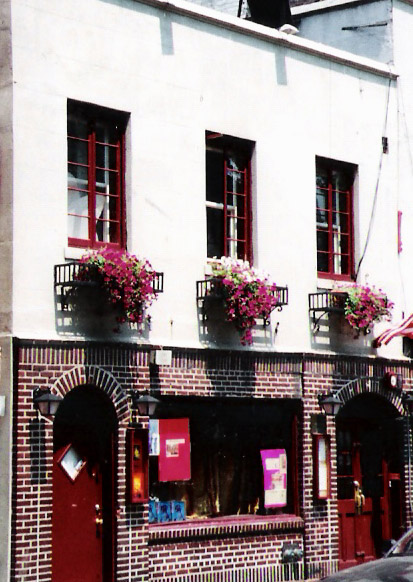
Das Stonewall Inn an der Christopher Street im New Yorker Stadtteil Greenwich Village, 2005

### Stonewall-Aufstand (1969)
Da die New Yorker Alkoholbehörde Bars, die von Homosexuellen besucht wurden, oftmals keine Lizenz zum Ausschank von Alkohol gewährte, in diesen Bars aber dennoch Alkohol ausgeschenkt wurde, kam es in den New Yorker Schwulenlokalen in den 1960er Jahren immer wieder zu Polizeirazzien. Am 28. Juni 1969 mündete eine solche Razzia im Stonewall Inn spontan in eine gewaltsame Vertreibung der Polizisten und eine mehrtägige Belagerung. Da Homosexuelle in den USA bis dahin niemals durch physischen Widerstand in Erscheinung getreten waren, wurde dieser Vorfall in der schwulen Öffentlichkeit weithin wahrgenommen und führte nicht nur zu einer kurzfristigen Solidarisierung, sondern gab auch das Stichwort zur Entstehung der internationalen Gay-Pride-Kampagne. In der Retrospektive schrieben viele homosexuelle Aktivisten den Stonewall-Riots eine mythische Größe zu, die vor allem dem Bedürfnis entsprang, dem schwulen Emanzipationskampf einen symbolischen Auftakt, vergleichbar der Erstürmung der Bastille, zuzuweisen.
Die Razzien nahmen mit dem Stonewall-Aufstand keineswegs ein Ende. Am 8. März 1970 nahm die Polizei im Snake Pit, einer anderen schwulen Bar in Greenwich Village, 167 Gäste fest. Der Vorfall erregte vor allem deshalb Aufsehen, weil einer der Verhafteten, ein junger Argentinier, anschließend aus Angst vor einem Verlust seines Visums aus einem Fenster der Polizeiwache sprang und sich dabei schwer verletzte.

### Allgemeine Tendenzen der schwul-lesbischen Kultur nach Stonewall
Einen Teil seiner Sprengkraft verdankte der Stonewall-Aufstand der Tatsache, dass er in eine Zeit fiel, die ohnehin überreich an sozialer und kultureller Veränderung war. Er war eingebettet in einen allgemeinen Wertewandel und eine Liberalisierung der Sexualität, die ebenso in der sexuellen Revolution und in der Hippiebewegung sichtbar wurden.
In großer Zahl verließen Lesben und Schwule die ländlichen Regionen und Kleinstädte, in denen sie aufgewachsen waren und zogen in Städte wie San Francisco, New York City, West Hollywood, Chicago, New Orleans, Atlanta und Houston, die einen steilen Aufstieg als Zentren der offen homosexuellen Kultur erlebten. Diese zerfiel bald in viele kleinere Subkulturen, die jeweils ihre eigenen Treffpunkte hatten. In einer Zeit, in der die heterosexuelle Welt sich der Unisex-Mode und androgynen Leitbildern wie z. B. David Bowie zuwendete, kam es beim schwulen Leitbild jedoch auch zu einer drastischen „Vermännlichung“. In den frühen 1970er Jahren breitete sich weithin der Sozialtypus des so genannten Castro Street Clone aus, der Lederstiefel, eine enge Levi’s 501, eine Lederjacke und ein Oberlippenbärtchen trug und der seinen Körper regelmäßig im Fitnessstudio stählte. Die Leder- und Levi’s-Szene war hochgradig promisk, eine Tatsache, der die Betreiber schwuler Bars und Clubs seit den 1970er Jahren durch die Einrichtung von Darkrooms Rechnung trugen. Überhaupt übernahmen kommerzielle Einrichtungen wie Bars, Kinos und Badehäuser im letzten Viertel des 20. Jahrhunderts zunehmend die Funktionen, die bis dahin Cruising Spots wie Parks und öffentlichen Toiletten erfüllt hatten. Im Laufe der 1970er Jahre entstand daneben eine schwule Partyszene, die auf professionell organisierten Tanzveranstaltungen zusammenkam. Ihren Höhepunkt erlangten diese zweitägigen Circuit Partys, die oft mehr als 10.000 Teilnehmer hatten, jedoch erst in den 1990er Jahren.
Der aufgrund der Psychiatriegeschichte belastete Begriff „homosexuell“ wurde von den schwulen Aktivisten seit den 1970er Jahren ebenso abgelehnt wie der Euphemismus „homophil“; stattdessen wurde der bis dahin nur von Homosexuellengegnern verwendete Begriff gay (deutsch: schwul) zurückbeansprucht und – wertneutral – erneut der Hochsprache einverleibt.

### Die Lesben- und Schwulenbewegung seit Stonewall
Die Ereignisse der Stonewall-Zeit kennzeichnen eine Zäsur in der Geschichte der Homosexuellen in den Vereinigten Staaten. So bildeten sie den Ausgangspunkt für eine beschleunigte Vernetzung und Selbstorganisation der in ihrem Selbstbewusstsein erstarkten Subkultur, die sich auch in ihrem politischen Programm grundlegend veränderte. Während die Aktivisten der älteren Generation, wie die Vertreter der Mattachine Society, vor allem um mehr Akzeptanz für Homosexuelle gekämpft hatten, forderten die auf Stonewall folgenden Generationen volle gesellschaftliche Anerkennung und Integration. Auf eine radikale, an Utopien orientierte Phase, die bereits in den frühen 1970er Jahren wieder verebbte, folgte ein zunehmend realpolitisches und auf Reformen abgestelltes Engagement, das die Sicherung von schwul-lesbischen Bürger- und Mitspracherechten zum Mittelpunkt hatte.

#### Selbstorganisation
Bereits seit 1969 verwendeten amerikanische Homosexuelle vereinzelt die Regenbogenfahne, die von Judy Garlands Song Over the Rainbow aus dem Film Der Zauberer von Oz inspiriert ist und ein Symbol einerseits für lesbischen und schwulen Stolz und andererseits für die Vielfalt ihrer Lebensweise darstellt. Ihre endgültige Gestalt erhielt die Fahne 1978 durch den in San Francisco lebenden Künstler Gilbert Baker.

Die Regenbogenfahne, ein internationales schwul-lesbisches Symbol

Die Politisierung, die die homosexuelle Gemeinschaft in der Zeit des Stonewall-Aufstandes erlebte, ging einher mit der Entstehung von Organisationen wie der radikalen Gay Liberation Front (GLF), die in New York City unmittelbar nach dem Aufstand gegründet wurde. Anders als die Mattachine Society kämpfte die GLF für einen umfassenden gesellschaftlichen Umbau. Zum ersten Jahrestag der Stonewall-Ereignisse organisierte die GLF die größte homosexuelle Demonstration, die das Land bis dahin erlebt hatte: eine schwul-lesbische Parade von Greenwich Village zum Central Park mit mehreren Tausend Teilnehmern, das gleichzeitig die erste Gay Pride Parade war. Die Methoden des politischen Kampfes waren seit den späten 1960er Jahren außerordentlich vielfältig und einfallsreich und umfassten neben Demonstrationen (picketings), Flugblattaktionen und Boykotts z. B. auch Gay-ins und Kiss-ins. 1969 gewann der GLF-Aktivist Don Jackson viel Medienaufmerksamkeit, als er versuchte, im kalifornischen Alpine County eine schwule Kolonie zu gründen, die den Namen Stonewall Nation tragen sollte.
Im Dezember 1969 entstand die Gay Activist's Alliance (GAA), die als Symbol den griechischen Kleinbuchstaben Lambda wählten. Die GAA, die im Gegensatz zur GLF eine straffe Binnenorganisation besaß, distanzierte sich von der Gewaltbereitschaft und der radikalen Agenda der GLF, wählte bei ihrem Kampf um die Gleichberechtigung der Homosexuellen jedoch ebenfalls militante Mittel: um Medienaufmerksamkeit zu gewinnen, führten die Mitglieder der GAA so genannte zaps durch, friedliche, aber ungebetene öffentliche Konfrontationen mit Politikern und Fernsehleuten, die bei diesen bald gefürchtet waren.
Da viele Cross-Dresser und Transgender ihre Interessen in der Gay Liberation Front schlecht vertreten sahen, gründeten sie 1970 eine eigene Organisation, die Street Transvestite Action Revolutionaries (STAR). 1971 wurde der Lambda Legal Defense and Education Fund (kurz: Lambda Legal) gegründet, eine Non-Profit-Organisation, die ausgewählte Rechtsfälle durch den Instanzenweg der Gerichte zu bringen versuchte, um in dem an Präzedenzfällen ausgerichteten amerikanischen Rechtssystem Entscheidungen herbeizuführen, von denen auch andere Homosexuelle profitieren würden. 1973 gründeten ehemalige Mitglieder der Gay Activist’s Alliance die National Gay Task Force (NGTF), die bald in National Gay and Lesbian Task Force umbenannt wurde und deren Ziel es war, die Gleichberechtigung der Homosexuellen mit den Mitteln des parlamentarischen Systems durchzusetzen. Im Gegensatz zu vielen anderen Institutionen, die sich für Minderheitenrechte einsetzen, wurden diese Organisationen von Mitgliedern getragen, die häufig über gutes Einkommen verfügten, sodass für ihre Lobbyarbeit und den Wahlkampf ihrer Kandidaten oftmals beträchtliche Geldmengen zur Verfügung standen, wodurch sie zu einer potenten politischen Größe wurden.
Als Alternative zu den schwulen Bars, deren Publikum mit überhöhten Getränkepreisen oft ausbeutet wurde, entstanden in den 1970er Jahren in vielen großen Städten schwule Cafés, die als Non-Profit-Unternehmen betrieben wurden. Daneben richteten viele homosexuelle Organisationen Community Centers ein, in denen Tanz- und Kulturveranstaltungen angeboten wurden.
Im Oktober 1979 organisierten homosexuelle Aktivisten erstmals einen nationalen March on Washington for Lesbian and Gay Rights, eine Demonstrationsveranstaltung in der Landeshauptstadt mit mehr als 100.000 Teilnehmern. 1980 wurde die Human Rights Campaign gegründet, die als heute mitgliederstärkste LGBT-Bürgerrechtsorganisation der USA im Kongress Lobbyarbeit leistet und Kandidaten fördert, die LGBT-Anliegen unterstützen.

#### Schwuler BDSM

Die Leather-Pride-Flagge, ein Symbol für die Lederszene.

Nach dem Zweiten Weltkrieg entwickelte sich aus der amerikanischen Motorradfahrer-Subkultur in Städten wie New York, Los Angeles und Chicago die männliche homosexuelle Lederszene, auf die sich weite Teile der heutigen BDSM-Bewegung zurückführen lassen.
1972 veröffentlichte Larry Townsend ein Leatherman’s Handbook, in dem die Ideen einer Lederbewegung zusammengefasst waren, die später als Old Guard (deutsch: „Alte Garde“) bezeichnet wurde. In den 1990er Jahren entstand als Reaktion auf die Old Guard, die sich durch strenge Verhaltens- und Rollenvorschriften auszeichnete und Lesben und Heterosexuelle weitgehend ausschloss, eine so genannte New-Guard-Lederbewegung, die ein breiteres Spektrum an sexuellen Ausdrucksformen zuließ.

#### Entwicklungen in der Lesbenkultur
Die einflussreichste amerikanische Lesbenorganisation der 1950er und 1960er Jahre, Daughters of Bilitis (DOB), zerfiel, als ihre Mitglieder in den 1970er Jahren in Streit darüber gerieten, ob ihre Unterstützung der Homosexuellenrechtsbewegung oder dem Feminismus zu gelten habe.

##### Lesbischer Feminismus

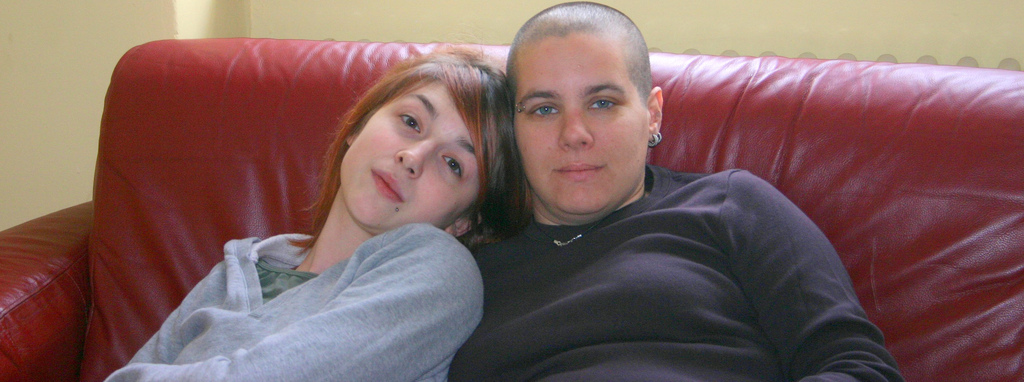
Lesbisches Paar.

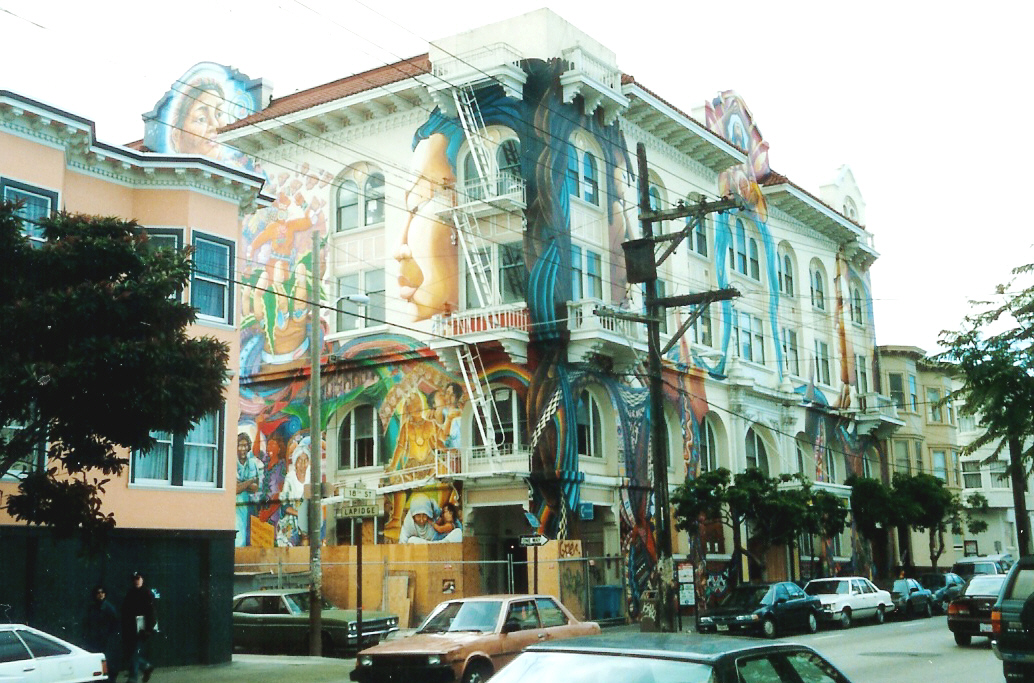
Das Women’s Building, ein 1979 eröffnetes Frauenkulturzentrum in dem von vielen Lesben bewohnten Stadtteil Mission District in San Francisco.

Viele Lesben standen unter dem Eindruck, dass ihre Interessen in den gemischtgeschlechtlichen Organisationen nicht hinreichend vertreten würden. Im April 1970 scherten Rita Mae Brown und andere Frauen aus der Gay Liberation Front aus und gründeten die kurzlebigen Radicalesbians (auch: Lavender Menace), in deren Manifest der frauenidentifizierten Frau erstmals das für die Frauenbewegung einflussreiche Konzept des Lesbischen Feminismus (auch: politischer Lesbianismus) formuliert war. Im Spätsommer 1970 entstanden als weitere Abspaltung die Gay Liberation Front Women. Auch aus der Gay Activist’s Alliance scherte 1971 eine Gruppe von Frauen aus, die sich als Women’s Subcommittee organisierten und 1972 den Namen Lesbian Liberation Committee (LLC) annahmen.
Die lesbischen Feministinnen sahen sich mit einer doppelten Unterdrückung (durch Sexismus und durch Homophobie) konfrontiert und waren davon überzeugt, dass ihre Interessen denen der Männer – auch den Interessen schwuler Männer – diametral entgegengesetzt seien. Sie definierten den Lesbianismus als ein politisches Bekenntnis und gerieten darum mit vielen heterosexuellen Feministinnen in bitteren Gegensatz. Dennoch entstand in den frühen 1970er Jahren eine Frauen- und Lesbenkultur, die sich von patriarchalen und kapitalistischen Strukturen bewusst abgrenzte und die eine Infrastruktur aus Cafés, Buchläden, Restaurants, Zeitungen, Banken, Wohnkollektiven und Konzertveranstaltungen pflegte. Diese Frauengemeinschaft war als autonom, oft sogar als separatistisch konzipiert. Viele lesbischen Frauen gaben dieser Art von Frauenkultur schon deshalb den Vorzug, weil sie ökonomisch weniger stark waren, als dies bei homosexuellen Männer im Durchschnitt der Fall ist.
Während schwule Männer ihren Lebensmittelpunkt vorzugsweise in den „befreiten Zonen“ amerikanischer Großstädte fanden, zogen lesbische Feministinnen in den 1970er Jahren in großer Zahl in kleine Collegeorte wie Ann Arbor, Northampton, Ithaca oder Boulder oder in ländliche Regionen, wo lesbische Lebens- und Arbeitskommunen entstanden, die oftmals stark separatistischen Charakter hatten. Hohe Bekanntheit erlangte z. B. das 1971 gegründete The Furies Collective in Washington, D. C.
Eine Besonderheit des lesbisch-feministischen Kulturlebens, die in der schwulen Community kaum eine Entsprechung fand, waren die zahllosen Musikveranstaltungen und Open-Air-Festivals, zu denen Frauen in den 1970er Jahren zusammenkamen. 1976 entstand z. B. das – seitdem alljährlich organisierte – Michigan Womyn’s Music Festival. Singer-Songwriter, deren Songs das lesbische Lebensgefühl dieser Zeit zum Ausdruck brachten, waren unter anderem Holly Near, Meg Christian, Maxine Feldman, Alix Dobkin und Cris Williamson.

##### Schwarze Lesben
Lesben mit außereuropäischen Vorfahren fanden ihre besonderen Interessen in keiner der bis dahin entstandenen Vereinigungen angemessen vertreten und gründeten darum eigene Organisationen. Bereits 1976 wurden in New York City die Salsa Soul Sisters gegründet, eine Organisation schwarzer Lesben, die später den Namen African Ancestral Lesbians United for Societal Change annahm. Es folgten die Lesbian and Gay Asian Alliance (1979), die Lesbianas Unidas (1983) und die United Lesbians of African Heritage (Uloah) (1989).

##### Lesbischer BDSM

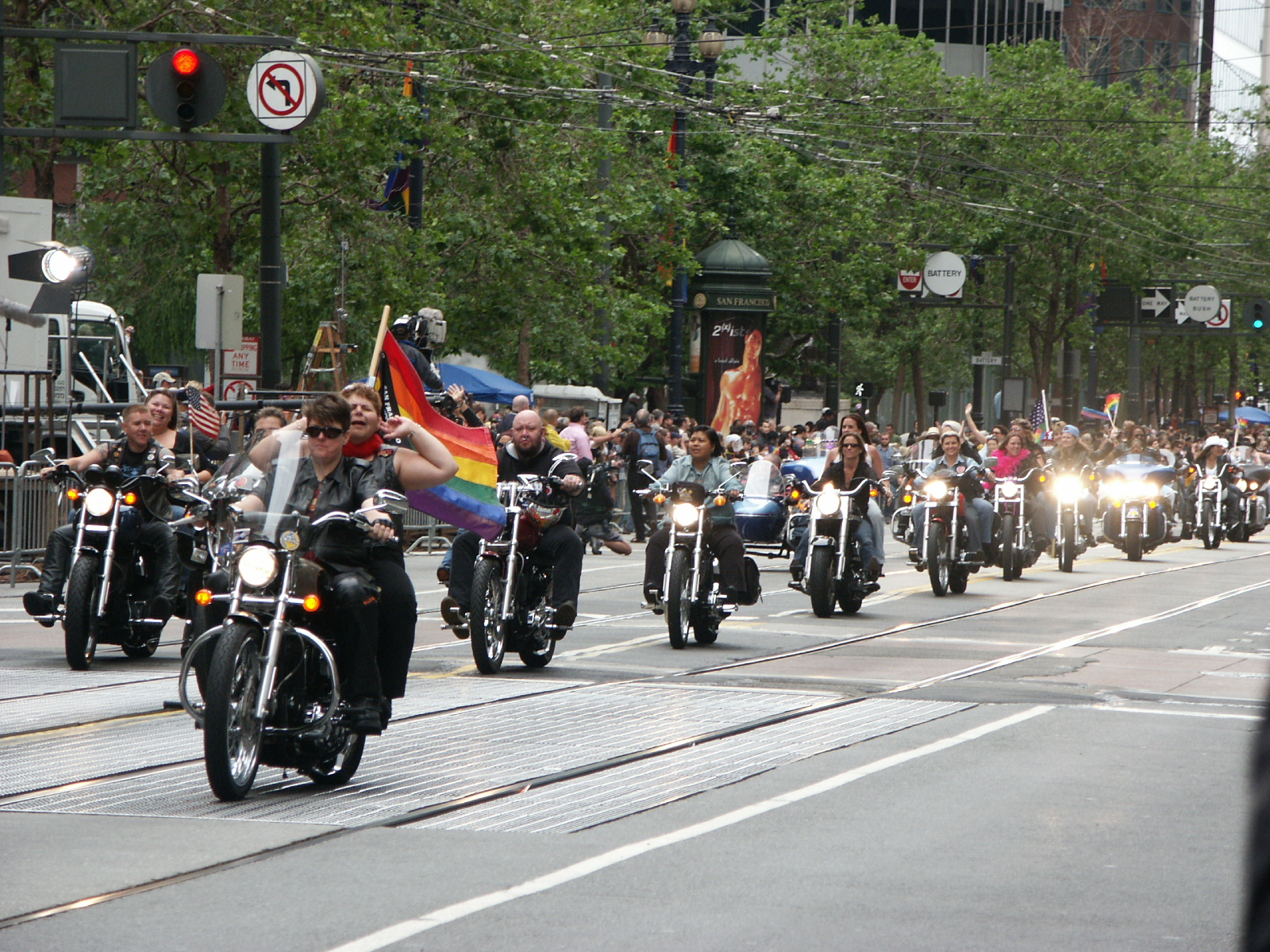
„Dykes on Bykes“ (Lesben auf Motorrädern) auf der San Francisco Pride Parade, 2005.

Im Juni 1978 entstand mit der Gruppe Samois, die unter dem Slogan The Leather Menace (deutsch: „Die Leder-Bedrohung“) auftrat, erstmals eine Organisation feministischer Lesben, die sich politisch für die Interessen lesbischer Sadomasochistinnen einsetzten. Ihr 1981 veröffentlichtes Handbuch Coming to Power warb innerhalb der lesbischen Öffentlichkeit um Akzeptanz für BDSM. Von Anfang an befanden die Sadomasochistinnen sich jedoch in einem erbittert geführten Streit mit vielen Frauen aus dem Lager des lesbischen Feminismus, die BDSM – ebenso wie Gewaltpornografie und die Butch-und-Femme-Rollenverteilung in vielen lesbischen Beziehungen – für einen besonders frauenfeindlichen Auswuchs der patriarchalischen Herrschaftsverhältnisse hielten. Die Debatte um BDSM und Pornografie mündete in die so genannten Feminist Sex Wars (deutsch: feministische Sex-Kriege), in denen Samois von Anti-Porno-Gruppen wie Women Against Violence in Pornography and Media (WAVPM) und Women Against Pornography scharf angegriffen wurden. Als Gegenentwurf zum Sexualitätsmodell der lesbischen Feministinnen entwickelten Pat Califia, Gayle Rubin und andere Sadomasochistinnen das Konzept des Sexpositiven Feminismus, der davon ausging, dass sexuelle Freiheit nur dann bestehe, wenn wirklich jede sexuelle Ausdrucksform gewählt werden dürfe.

#### Outingbewegung
Seit den 1970er Jahren vertraten viele Gay-Libbers (von Gay Liberation, deutsch: schwule Befreiung) den Slogan „Out of the closets, Into the streets!“ (deutsch: Raus aus dem Wandschrank, raus auf die Straße) und beriefen sich einerseits auf die Auffassung, dass das Persönliche politisch sei und sichtbar gemacht werden müsse, und andererseits auf neue Studien wie die von Martin S. Weinberg und Colin J. Williams (Male Homosexuals, 1974), die nachwiesen, dass es Homosexuellen, die ein Coming-out hatten, besser gehe als Männern, die ihre Homosexualität geheim halten. In der homosexuellen Community wuchs jedoch auch der Druck, sich als ausschließlich schwul bzw. lesbisch zu bekennen; Personen, die sich selbst als bisexuell bezeichneten, liefen Gefahr, der Homophobie bezichtigt zu werden. Ausgegrenzt wurden auch Cross-Dresser, Transgender und andere, die nicht ins Bild passten.
Viele Gay-Libbers befürworteten auch das „Outing“ von Personen des öffentlichen Lebens, die selbst ihre Homosexualität nicht öffentlich eingestehen wollten. Da andere diese Praxis für einen unzulässigen Eingriff in die Privatsphäre hielten, entstand innerhalb der homosexuellen Öffentlichkeit eine lebhafte Kontroverse. Zu einem politisch-taktischen Outing kam es erstmals 1989, als schwule Aktivisten den republikanischen Senator von Oregon, Mark Hatfield, während einer öffentlichen Veranstaltung mit der Aussage konfrontierten, er sei homosexuell. Später folgten Persönlichkeiten wie der NBC-Nachrichtenkorrespondent Pete Williams, der Verleger Malcolm Forbes, der Schauspieler Richard Chamberlain, die Popsängerin Chastity Bono und der Kongressabgeordnete Edward Schrock. Gestützt wurde die Outing-Bewegung auch durch den Enthüllungsjournalismus von neuen schwulen Zeitschriften wie OutWeek. Um einem in Vorbereitung befindlichen Outing zuvorzukommen, machte der Gouverneur von New Jersey, James McGreevey, 2004 den Medien selbst Mitteilung von seiner Homosexualität.
Viele andere bekannte Persönlichkeiten „outeten“ sich aus eigenem Antrieb, darunter der ehemalige New Yorker Gesundheitsdezernent, Howard Brown (1973), der populäre American-Football-Spieler David Kopay (1977), die Tennisspielerin Martina Navrátilová (1980), der Baseball-Spieler Glenn Burke (1982) und der Fundraising-Pionier Marvin Liebman (1990). Seit 1988 wird in den USA alljährlich der Coming Out Day begangen.

### Politik und Rechtsprechung

#### Unterstützung durch Mainstream-Politiker
Anfang der 1970er Jahre fand die homosexuelle Bürgerrechtsbewegung erstmals die Unterstützung etablierter Politiker, darunter vor allem Edward I. Koch, Arthur Goldberg, Charles Goodell, Richard Ottinger, Robert Abrams und Bella Abzug. In dieser Zeit erkannten Politiker erstmals, dass schwule Wählerstimmen eine Größe waren, die künftig nicht mehr ignoriert werden konnte. Tatsächlich wahlentscheidend waren diese Stimmen jedoch erstmals 1992 bei der Präsidentschaftskandidatur von Bill Clinton; nach seiner Wahl berief Clinton außerdem fast 100 offen Homosexuelle in seine Regierung, darunter Roberta Achtenberg und den an Aids erkrankten Bob Hattoy.

#### Aufhebung der Sodomiegesetze
Homosexuelle Sexualpraktiken wie analer und oraler Sex, die in der englischen Gesetzessprache traditionell als „Sodomie“ bezeichnet wurden, waren bis 1962 in allen amerikanischen Bundesstaaten strafbar und wurden mit Geldbußen und oftmals langen Haftstrafen geahndet. Obwohl diese Gesetze vor allem auf Homosexuelle zugeschnitten waren, waren Heterosexuelle ihnen grundsätzlich ebenso unterworfen. Illinois war 1962 der erste amerikanische Bundesstaat, der sein Sodomiegesetz außer Kraft setzte. Nach der Entstehung der Schwulenrechtsbewegung folgten in den 1970er Jahren zahlreiche weitere Staaten: Connecticut (1971), Colorado, Oregon (1972), Delaware, Hawaii (1973), Massachusetts, Ohio (1974), New Hampshire, New Mexico, North Dakota (1975), Kalifornien, Maine, Washington, West Virginia (1976), Indiana, South Dakota, Vermont, Wyoming (1977), Iowa, Nebraska (1978) und New Jersey (1979). Fast immer war es die Legislative, die das Sodomiegesetz abschaffte; nur in Massachusetts kam die Aufhebung durch eine Entscheidung des obersten US-Gerichtshofes zustande.

#### Strafverfolgung
Bis zur Abschaffung der Sodomiegesetze gehörte es zur Routine der Polizei, Homosexuelle durch Lockspitzel auf öffentlichen Toiletten und ähnlichen Orten in die Falle zu locken und unter dem Vorwurf der lewdness (deutsch: Unanständigkeit) festnehmen zu lassen. Gelegentlich waren von dieser demütigenden Praxis auch bekannte Persönlichkeiten betroffen wie z. B. der Mathematiker und spätere Nobelpreisträger John Forbes Nash Jr., der 1965 in Santa Monica verhaftet wurde. Die New Yorker Polizei beendete diese Praxis, die ihren Höhepunkt in den 1950er Jahren hatte, auf Druck der Mattachine Society im Jahre 1966. In anderen Bundesstaaten wurde das so genannte entrapment auf öffentlichen Toiletten bis zur Aufhebung der Sodomiegesetze praktiziert. Aufsehen erregten z. B. die Festnahmen des Politikers Gaylord Parkinson (Republikaner) in San Diego (1974), des stellvertretenden Bürgermeisters von Los Angeles, Maurice Weiner, in Los Angeles (1976), des Major General Edwin A. Walker in Dallas (1976), des Kongressabgeordneten Jon Hinson in Washington, D. C. (1981) und des britischen Popsängers George Michael in Los Angeles (1998). Der Kongressabgeordnete Robert Bauman wurde 1980 bei einem Kontakt zu einem minderjährigen Strichjungen verhaftet.

#### Weitere diskriminierende Gesetze und Praktiken
Die Sodomieverbote waren keineswegs die einzigen Gesetze, durch die Homosexuelle in den USA diskriminiert wurden. Zahllose föderale, bundesstaatliche und lokale Gesetze und Verordnungen führten dazu, dass Homosexuelle aus bestimmten Berufen und dem Militärdienst ausgeschlossen waren und keine Unbedenklichkeitsbescheinigung (security clearance) erhalten konnte, die in den USA für viele berufliche Tätigkeiten vorausgesetzt wird. Homosexuelle waren im Arbeits- und Mietrecht und beim Erwerb von Versicherungspolicen benachteiligt; das erste amerikanische Versicherungsunternehmen, das gleichgeschlechtliche Paare bei Lebensversicherungen wie verheiratete Paare behandelte, war 1976 die MetLife. Auf Schwierigkeiten stießen gleichgeschlechtliche Paare oft, wenn sie sich in einem gemeinsamen Grab beisetzen lassen wollten. Auch Küsse, Umarmungen und enges Tanzen waren in der Öffentlichkeit meist undenkbar. In vielen amerikanischen Städten bestanden lokale Verordnungen, die öffentliches Cross-Dressing verboten. Bis 1990 konnte die amerikanische Immigrationsbehörde INS homosexuellen Ausländern auch die Einreise in die USA verweigern. Schwierigkeiten hatten auch Ausländer, die zu ihrem amerikanischen Partner in die USA umziehen wollten.

#### Sorgerecht und Adoption
Bis in die 1970er Jahre Zeit konnten Homosexuelle, deren Partner pflegebedürftig wurde, für diesen in der Regel nicht das Pflegerecht erlangen. Ebenso wenig durften sie Kinder adoptieren oder als Pflegekinder aufziehen; oftmals wurde ihnen sogar das Sorge- und Umgangsrecht für ihre leiblichen Kinder entzogen. Im Juni 1972 gab ein Gericht in San José erstmals der Klage einer lesbischen Frau statt, die das Sorgerecht für ihre drei Kinder beansprucht hatte. Im Mai 1974 wurde in Philadelphia einem lesbischen Paar zum ersten Mal das Sorgerecht für ein Kind zugesprochen, das mit keiner der beiden Frauen biologisch verwandt war.
In den 1990er Jahren erstritten in einigen Bundesstaaten (z. B. New York, 1992) erstmals auch Männer das Recht, leibliche Kinder ihres Lebensgefährten zu adoptieren („second parent adoption“). Bereits 1990 hatte der oberste Gerichtshof in Ohio einem homosexuellen Mann erlaubt, ein schwer behindertes Pflegekind zu adoptieren. Im Oktober 1997 sprach ein Gericht in New Jersey erstmals einem schwulen Paar das Recht zu, gemeinsam ein Kind zu adoptieren, das mit keinem der Männer biologisch verwandt war („joint adoption“).

### Homosexuelle in politischen Ämtern

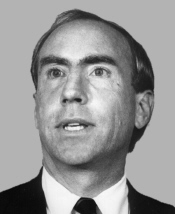
Gerry Studds, ein Abgeordneter im US-Repräsentantenhaus, hatte 1983 sein Coming-out und wurde danach sechs Mal wiedergewählt.

Die erste Inhaberin eines politischen Amtes in den USA, die ihre Homosexualität öffentlich bekannt werden ließ, war Nancy Wechsler, die von 1972 bis 1974 gewähltes Mitglied des Stadtrats von Ann Arbor, Michigan war. Ihre Amtsnachfolgerin, Kathy Kozachenko, war die erste Politikerin, die als bekennende Lesbe in ihr Amt gewählt wurde. Kozachenko gehörte dem Stadtrat von Ann Arbor von 1974 bis 1976 an. Beide Politikerinnen waren Mitglieder der Human Rights Party.
Elaine Noble hatte ihr Coming-out während ihrer ersten Amtszeit im Repräsentantenhaus von Massachusetts, die sie 1974 angetreten hatte. Ihre Wiederwahl im Jahre 1976 gewann sie, geriet jedoch unter Druck, nachdem 1977 die Sängerin Anita Bryant ihre anti-homosexuelle Kampagne begann. Ebenfalls 1974 bekannte Allan Spear, ein Abgeordneter im Senat von Minnesota, seine Homosexualität; 1976 gewann er problemlos seine Wiederwahl.
Einer der bekanntesten offen schwulen Politiker war Harvey Milk, der seit 1977 Stadtrat in San Francisco war. Gemeinsam mit Bürgermeister George Moscone wurde Milk im November 1978 von Dan White, einem ehemaligen Stadtrat, erschossen. Nachdem White im darauf folgenden Strafverfahren nur des Totschlags schuldig befunden wurde, kam es im Mai 1979 zu den so genannten White Night Riots, einem gewalttätigen Aufstand eines Teils der schwulen Bevölkerung von San Francisco.
1979 berief Präsident Jimmy Carter die lesbische Politikerin Jill Schropp in den National Advisory Council on Women. 1980 wurde Melvin Boozer (1945–1987), ein schwarzer schwuler Aktivist aus Washington, D. C., auf dem demokratischen Parteitag in New York City als Kandidat für das Amt des US-Vizepräsidenten nominiert; er unterlag aber dem demokratischen Kandidaten Walter Mondale. Da bei den anschließenden Wahlen jedoch der Republikaner Ronald Reagan Präsident wurde, besetzte dessen Gefolgsmann George H. W. Bush das Amt des Vizepräsidenten.
Die höchsten politischen Positionen, die offen homosexuelle Politiker in den USA je erringen bzw. auch nach ihrem Coming-out halten konnten, waren Sitze im Repräsentantenhaus und im Senat. Gerry Studds (Demokraten) gehörte dem „Haus“ von 1973 bis 1997 an; Barney Frank (Demokraten) gehörte ihm von 1981 bis 2013 an, Steve Gunderson (Republikaner) war von 1980 bis 1996 Abgeordneter im Repräsentantenhaus und James Thomas Kolbe (Republikaner) war von 1985 bis 2006 Abgeordneter. Im Jahre 1960 hatte sich der homosexuelle Schriftsteller und Aktivist Gore Vidal noch vergeblich für ein solches Mandat beworben.
Seit 2011 sind mit David Cicilline, Mark Pocan, Sean Patrick Maloney, Jared Polis und Mark Takano weitere offen homosexuelle Abgeordnete in das Repräsentantenhaus gewählt worden. Mit Tammy Baldwin gelangte 2012 die erste offen homosexuelle Senatorin in den Senat der Vereinigten Staaten.

### Homosexualität in den Medien

#### Presse
Obwohl es in den 1970er Jahren bei den überregionalen amerikanischen Zeitungen noch keine offen homosexuellen Reporter gab, erschienen in der Presse weiterhin Artikel zum Thema, die der Öffentlichkeit eine Fülle von Diskussionsstoff lieferten, darunter z. B. Joseph Epsteins umstrittene Abrechnung Homo/Hetero: The Struggle For Sexual Identity (Harper’s, September 1970) und Merle Millers Essay What it Means to Be a Homosexual (New York Times Sunday Magazine, Januar 1971). Miller wurde mit dieser Veröffentlichung gleichzeitig die erste offen homosexuelle Persönlichkeit in der amerikanischen Mainstream-Presse. Ende der 1970er Jahre folgte Joe Nicholson von der New York Post. 1981 wurde Randy Shilts Korrespondent des San Francisco Chronicle; Shilts gilt als der erste offen schwule Journalist einer amerikanischen Mainstream-Zeitung, der über schwule Themen schrieb.
Bereits seit 1967 erschien in Los Angeles die schwule Zeitschrift The Advocate, die heute die am längsten ununterbrochen bestehende LGBT-Zeitschrift der USA ist. Unmittelbar nach dem Stonewall-Aufstand begann die Publikation der Zeitschriften Gay Sunshine (San Francisco), Fag Rag (Boston), Gay Insurgent (Philadelphia), Gay Power (New York) und Gay Liberator (Detroit). In den 1970er Jahren folgten weitere, wie Gay Community News (GCN) (Boston), Christopher Street und The Lesbian Feminist (beide in New York City), RFD (Liberty, Tennessee), The Amazon Quarterly (Oakland), The Furies (Washington, D. C.), Lesbian Tide (Los Angeles), Womanspirit (Wolf Creek) und Lavender Woman (Chicago). Die Gay Liberation Front publizierte bis 1972 ein Blatt mit dem Titel Come Out!.

#### Fernsehen

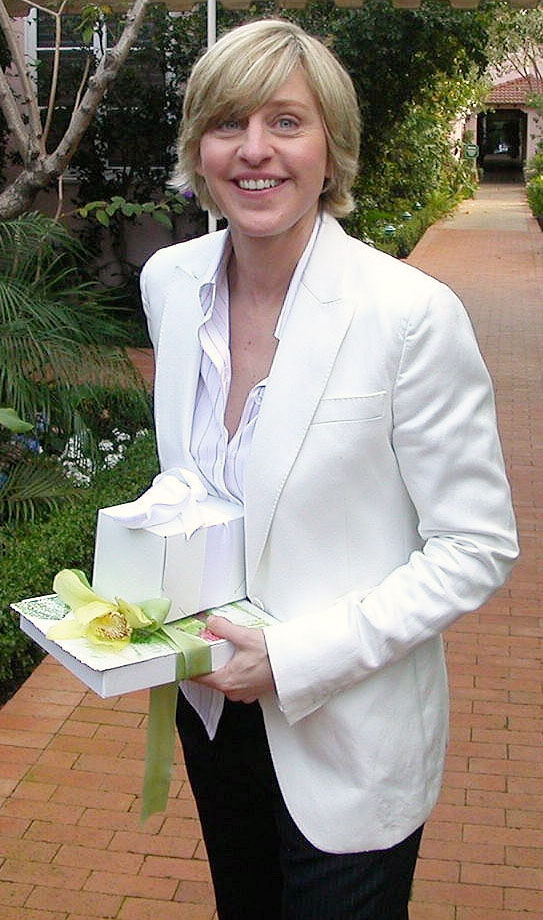
Die Schauspielerin Ellen DeGeneres war eine der ersten offen lesbischen Fernsehpersönlichkeiten in den USA.

Im Fernsehen wurde Homosexualität erstmals in den späten 1960er Jahren sichtbar, unter anderem mit dem CBS-Dokumentarfilm The Homosexuals. Der Film, der 1967 erstmals ausgestrahlt wurde, erreichte 40 Millionen Prime-Time-Zuschauer und versorgte damit mehr Amerikaner mit Informationen über Homosexualität als irgendeine frühere journalistische oder künstlerische Einzelbemühung. Vom selben Zeitpunkt an verschaffte Phil Donahue Homosexuellen Medienpräsenz, indem er sie als erster Fernsehgastgeber immer wieder in seine landesweit ausgestrahlte Talkshow (1967–1997) einlud. 1972 strahlte ABC den Fernsehfilm That Certain Summer aus, der erstmals in diesem Genre einen Homosexuellen sympathisch porträtierte. 1973 sendete PBS im Hauptabendprogramm den von Publikum und Kritik stark beachteten zwölfstündigen Dokumentarfilm An American Family, der das Alltagsleben der Familie eines jungen Homosexuellen zeigte. Im Oktober 1976 ging mit Blueboy Forum erstmals in der amerikanischen Fernsehgeschichte ein regelmäßiges schwules Programm auf Sendung.
1981 entstand mit der Comedy-Show Love, Sidney (mit Tony Randall) erstmals eine fiktionale Fernsehserie mit einer homosexuellen Hauptfigur. Zur selben Zeit traten homosexuelle Nebenfiguren auch in ersten amerikanischen Mainstream-Fernsehserien auf, etwa in Der Denver-Clan (1981–1989), Unter Brüdern (1984–1989), Doctor Doctor (1989–1991) und Melrose Place (1992–1999). Im Sommer und Herbst 1994 strahlte MTV seine dokumentarische Serie The Real World: San Francisco aus. Gleichzeitig wurden erstmals Fernsehserien mit offen homosexuellen Hauptfiguren produziert, wie Ellen (1994–1998), Will & Grace (1998–2006), Normal, Ohio (2000–2001), Queer as Folk (2000–2005) und The L Word – Wenn Frauen Frauen lieben (2004–2009).

### Gegenbewegung
Das Eintreten von Lesben und Schwulen in den politischen Diskurs führte in den 1970er Jahren zu einer Polarisierung der amerikanischen Gesellschaft. Homosexualität wurde nur von einer Minderheit akzeptiert; bei Meinungsumfragen lehnten 70 % der Befragten gleichgeschlechtliche Beziehungen ab.
1973 setzte eine Reihe von Gewaltakten gegen homosexuelle Einrichtungen ein. Am 27. Juli 1973 fiel das Gotteshaus der Metropolitan Community Church in San Francisco einer Brandstiftung zum Opfer. Am 24. Juni 1973 kamen bei einem Brandanschlag auf die schwule Bar Upstairs Lounge in New Orleans 32 Menschen ums Leben. Im Oktober 1974 brannte das Hauptquartier der Gay Activist’s Alliance in New York City ab. Am 11. Dezember 1977 wurden bei einem Brandanschlag die Castro Steam Baths in San Francisco zerstört. Ungezählt sind die körperlichen und verbalen Angriffe auf homosexuelle Einzelpersonen, für die im Englischen die Bezeichnung Gay bashing (deutsch: Schwulen-Beschimpfung) üblich geworden ist. Wiederholt kamen Homosexuelle bei solchen Angriffen ums Leben; internationale Aufmerksamkeit erregte 1998 der Mord an Matthew Shepard. Das FBI berichtet noch im Jahre 2005, dass 14,2 % aller Hassdelikte gegen Homosexuelle gerichtet waren.
Seit den frühen 1970er Jahren erhielten auch Organisationen und Bewegungen regen Zulauf, die Homosexualität aus verschiedenen Gründen ablehnten. In der Ex-Gay-Bewegung sammelten sich viele – meist dem Evangelikalismus nahestehende – Menschen, die Homosexualität weiterhin für eine Krankheit hielten und auf die so genannte Reparative Therapie bzw. Konversionstherapie bauen. Institutionen, die diese Bewegung hervorgebracht hat, sind unter anderem die Glaubensgemeinschaft Love in Action (seit 1973), die interdenominationale christliche Organisation Exodus International (1976), die am Vorbild der Anonymen Alkoholiker orientierten Homosexuals Anonymous, die katholische Organisation Courage International (beide 1980), Richard Cohens International Healing Foundation (1990), die Angehörigenorganisation PFOX (1998), die jüdische Organisation JONAH (1999; 2015 wegen betrügerischer und sittenwidriger Geschäftspraktiken zu hohen Schadensersatzzahlungen an die Opfer der von der Organisation angebotenen „Therapien“ verurteilt und auf gerichtliche Anweisung aufgelöst) und die nicht-konfessionelle Organisation PeopleCanChange (2000).
1977 begann die populäre Sängerin Anita Bryant ihre Kampagne zur Rücknahme eines in Miami-Dade County, Florida verabschiedeten Diskriminierungsverbots. Bryant, die überzeugt war, dass Homosexualität sündhaft sei, organisierte auch die von den Medien landesweit unterstützte politische Gruppe Save Our Children (deutsch: Rettet unsere Kinder), die sich dem Kampf gegen die angebliche „Rekrutierung“ von Kindern durch Homosexuelle verschrieb und damit an stereotype Ängste appellierte, die unter Heterosexuellen weit verbreitet waren. Zu Bryants Unterstützern zählte – neben dem Gouverneur von Florida, dem römisch-katholischen Erzbischof von Miami und dem Präsidenten von B’nai B’rith in Miami Beach – auch der fundamentalistisch-baptistische Fernsehprediger Jerry Falwell, der 1979 die Moral Majority gründete, eine Organisation, die der Homosexualität „den Krieg erklären“ sollte. Der Vorsitzende von Moral Majority in Santa Clara, Kalifornien, Dean Wycoff, erklärte 1982, er unterstütze die Wiedereinführung der Todesstrafe für Homosexuelle. Ähnliche anti-homosexuelle Kampagnen führten auch der Fernsehprediger Pat Robertson und der Gründer der American Family Association, Donald Wildmon. Unter fundamentalistischen Christen fanden beide eine breite Anhängerschaft; etwa 200.000 von ihnen kamen im April 1980 auf einer in Washington, D. C. unter dem Titel Washington for Jesus veranstalteten Demonstration zusammen.
In den 1990er Jahren wurden anti-homosexuelle Kampagnen auch von konservativen Mainstream-Politikern unterstützt. Auf ihrem Parteitag 1992 beschlossen die Republikaner eine anti-homosexuelle Agenda, die sie gemeinsam mit anderen Programmpunkten unter dem Titel Family Values (deutsch: Familien-Werte) zusammenfassten. Patrick Buchanan, der sich 1992 und 1996 für eine Nominierung als republikanischer Präsidentschaftskandidat bewarb, rief zu einem „kulturellen Krieg“ gegen die Befürworter schwul-lesbischer Bürgerrechte auf. Präsident George H. W. Bush, sein Vizepräsident Dan Quayle, der Kongressabgeordnete Newt Gingrich und andere führende Republikaner vertraten in weniger scharfem Tonfall ähnliche Positionen. Durch anti-homosexuelle Initiativen in Erscheinung getreten ist auch US-Senator Jesse Helms.
Zu den Gegnern der homosexuellen Emanzipation zählen von jeher auch Organisationen der White-Supremacy-Bewegung wie der Ku-Klux-Klan.

## 1981–2000

### Aids

Statistik: Entwicklung von Aids in den USA. In den 1980er Jahren gab es in den USA mehr Aidskranke als in irgendeinem anderen Land der Welt. Obwohl die homosexuelle Community bereits 1982/83 Safer Sex zu praktizieren begann, erreichte die Epidemie ihren Höhepunkt erst um 1993.

1981 erkrankten in den USA viele Schwule an einem Leiden, das in diesen Fällen zunächst als Kaposi-Sarkom diagnostiziert wurde. Das U. S. Center for Disease Control (CDC) führte die Bezeichnung gay cancer (deutsch: Schwulen-Krebs) und später gay-related immune deficiency (GRID) (deutsch: schwulenbezogene Immunschwäche) ein. Erst 1982 gelangte der Terminus AIDS in Umlauf. Weil die Krankheit unter homosexuellen Männern entdeckt worden war, galt sie bis in die späten 1980er Jahre als Homosexuellenkrankheit und wurde als solche auch stigmatisiert. Bei einigen Persönlichkeiten des öffentlichen Lebens – z. B. dem Schauspieler Rock Hudson, dem Entertainer Liberace, dem Football-Spieler Jerry Smith und dem McCarthy-Berater Roy Cohn – führte das Bekanntwerden der Krankheit zu einem unfreiwilligen Coming-out. Einige fundamentalistischen Christen wie Jerry Falwell bezeichneten Aids als God’s punishment for homosexuals (deutsch: Gottes Strafe für Homosexuelle). US-Präsident Ronald Reagan, dessen Regierungszeit mit einem allgemeinen Rechtsruck in der Politik und einer Zunahme des Einflusses der Evangelikalen zusammenfiel, begann erst 1987 öffentlich über Aids zu sprechen.
Die homosexuelle Öffentlichkeit der USA reagierte auf die Krankheit mit einem tiefen Schock, auf den jedoch bald eine Solidarisierungsbewegung folgte. Bereits im August 1981 entstand in New York die Hilfsorganisation Gay Men’s Health Crisis (GMHC). Obwohl die Gesundheitsbehörden anfangs keine hinreichende Aufklärungsarbeit über die Ansteckungswege der Krankheit leisteten, begannen Homosexuelle 1983, ihre sexuellen Gewohnheiten grundlegend umzustellen. Die erste Broschüre mit Informationen über Safer Sex erschien 1982 in San Francisco. Da Regierung und Kongress für die Erforschung der Krankheit zunächst kaum Geld zur Verfügung stellten, gründete die Medizinforscherin Mathilde Krim 1983 die AIDS Medical Foundation, aus der 1985 die American Foundation for AIDS Research entstand, die später von Prominenten wie Elizabeth Taylor, Barbra Streisand, Woody Allen und Warren Beatty öffentlichkeitswirksam unterstützt wurde.
1985 wurde in New York City das Hilfsprogramm People With AIDS Coalition (PWAC) gegründet. 1987 formierte sich die Aktivistengruppe AIDS Coalition to Unleash Power (Act Up), die unter anderem für eine angemessene Darstellung des Themas Aids in den Medien kämpfte. Ebenfalls 1987 begann in San Francisco die NAMES Project Foundation mit der Organisation des AIDS Memorial Quilt, mit dem Tausende von Amerikanern ihrer an Aids verstorbenen Angehörigen gedachten und das 1989 für den Friedensnobelpreis nominiert wurde.
Viele schwule Treffpunkte – vor allem Badehäuser – schlossen im Verlaufe der AIDS-Krise; gleichzeitig entstand jedoch eine Kontroverse, ob nicht gerade diese Treffpunkte aufrechterhalten und zur Verbreitung von Informationen über die Ansteckungswege von HIV und Safer Sex genutzt werden sollten. Einen Aufschwung erlebten zur selben Zeit Unternehmen, die Telefonsex anboten; mit der Ausbreitung des World Wide Web erlangten in den 1990er Jahren auch Cybersex-Foren zunehmende Bedeutung.
Ab 1996 ging die Zahl der an AIDS verstorbenen Menschen in den Vereinigten Staaten aufgrund neuer Medikamente und Wirkstoffe, HAART-Therapie, massiv zurück.

### Politik und Rechtsprechung
Die Abschaffung der Sodomiegesetze war bereits Ende der 1970er Jahre ins Stocken geraten. Zwar hoben 1980 auch Alaska, New York und Pennsylvania ihre Sodomiegesetze auf und 1983 folgte Wisconsin, ausgerechnet in den bevölkerungsreichen Staaten New York und Pennsylvania lag der Aufhebung jedoch keine Entscheidung der Legislative zugrunde, sondern ein Gerichtsurteil.
Mitte der 1980er Jahre waren homosexuelle Handlungen in der Hälfte der Bundesstaaten immer noch strafbar, und durch die AIDS-Krise waren die Kräfte der homosexuellen Aktivisten so gebunden, dass die Entkriminalisierung der Homosexualität vorübergehend an Priorität verlor und erst zu Beginn der 1990er Jahre wieder verfolgt wurde. Der erste Bundesstaat, der sein Sodomiegesetz nach dem Beginn der AIDS-Epidemie aufhob, war 1992 Kentucky. 1993 folgte Nevada, 1995 der District of Columbia, 1996 Tennessee, 1997 Montana, 1998 Georgia und Rhode Island, 1999 Maryland, 2001 Arizona und Minnesota, und 2002 Arkansas. Durch eine Entscheidung des obersten Gerichtshofes der USA (Lawrence v. Texas) verloren am 26. Juni 2003 auch die Sodomiegesetze der bis dahin noch verbliebenen Bundesstaaten ihre Rechtswirksamkeit: Alabama, Florida, Idaho, Kansas, Louisiana, Michigan, Mississippi, Missouri, North Carolina, Oklahoma, South Carolina, Texas, Utah und Virginia. Das Urteil hatte auch zur Folge, dass die Bundesstaaten für homosexuelle Handlungen nicht mehr ein spezifisches Schutzalter festsetzen konnten, das sich vom Schutzalter für heterosexuelle Handlungen unterschied.
Neben der Entkriminalisierung homosexueller Handlungen kämpften die politischen Organisationen auch gegen Diskriminierung in den verschiedensten anderen Lebensbereichen. 1984 wurde die kalifornische Universitätsstadt Berkeley die erste Gemeinde der USA, die homosexuellen Stadtangestellten, die in festen Partnerschaften lebten, dieselben Sozialleistungen gewährte wie Verheirateten. 1986 gelang es, in New York City eine Verordnung durchzusetzen, die Arbeitgebern und Vermietern eine Diskriminierung Homosexueller verbot. 1992 folgten ähnliche Gesetze auf bundesstaatlicher Ebene in Kalifornien, Connecticut, Hawaii, Massachusetts, New Jersey, Vermont und Wisconsin.
Weite Aufmerksamkeit fand das 1992 in Colorado verabschiedete Amendment 2. Dieses Gesetz bestimmte, dass in Colorado keine Gesetze oder anderen Bestimmungen beschlossen werden durften, durch welche Personen auf der Grundlage ihrer sexuellen Orientierung Minderheitenschutz, Quotenregelungen, einen Schutzstatus oder Diskriminierungsschutz erlangt hätten. Antidiskriminierungsbestimmungen, wie sie in Aspen, Denver und Boulder bereits bestanden, wurden durch dieses Gesetz nichtig. Die schwul-lesbische Öffentlichkeit reagierte auf das Amendment mit einem Boykott des Bundesstaates, der erst beendet wurde, als der oberste US-Gerichtshof das umstrittene Gesetz 1996 wieder aufhob.

### Organisationen
Seit den 1980er Jahren entstanden in den USA viele weitere LGBT-Organisationen. Seit 1985 setzt sich die Gay and Lesbian Alliance Against Defamation (GLAAD) gegen eine diffamierende Darstellung der Homosexualität in den Medien ein. 1987 wurde die International Foundation for Gender Education (ifge) gegründet, die sich für die Rechte von Transgender einsetzt. 1990 bildeten einige ehemalige Act-up-Aktivisten die Queer Nation, eine lose Organisation, die den Slogan „We’re here. We’re queer. Get used to it“ (deutsch: Wir sind hier. Wir sind queer. Gewöhnt euch dran) erfand und mit militanten Einzelaktionen die Sichtbarkeit von Homosexuellen im Alltag zu erhöhen suchte. Seit 1992 vertraten die Lesbian Avengers ein ähnliches Programm. Charakteristisch für die Zeit seit 1990 ist die Entstehung von Spezialorganisation, die die Interessen von Personengruppen mit immer spezifischeren Identitäten Rechnung trugen. Im 21. Jahrhundert befanden sich darunter zum Beispiel Transgender-Organisationen wie das Sylvia Rivera Law Project, das Transgender Law Center (beide 2002) und das National Center for Transgender Equality (2003).

### Homosexuelle Publizistik
Über Aids schrieb in den 1980er Jahren Randy Shilts (And the Band Played On, Reportage, 1987). Seit den 1980er Jahren entstand eine Fülle neuer Zeitschriften, die an homosexuelle Leser adressiert waren, wie Frontiers (1981), das Lesbenmagazin Curve (1991), Out (1992) und Instinct (1997).
Seit den 1990er Jahren wurden in weiten Teilen der homosexuellen Öffentlichkeit die Bezeichnungen gay (deutsch: schwul) und lesbian (deutsch: lesbisch) zugunsten des unübersetzbaren Begriffes „queer“ zurückgedrängt, der weiter gefasst ist als „gay“ und auch Lesben, Bisexuelle, Transgender, Intersexuelle sowie Personen umfasst, die auf sonstige Weise von der Heteronormativität abweichen.

### Wehrdienst
Seit den 1940er Jahren bis zum Jahre 1993 war es Homosexuellen verboten, in den Streitkräften des Landes zu dienen. Das Militär war damit der letzte große Arbeitgeber in den USA, der Homosexuelle immer noch explizit diskriminierte. Aktivisten wie Leonard Matlovich hatten bereits in den 1970er Jahren darum gekämpft, den Streitkräften auch als offen Homosexuelle angehören zu dürfen. Seit 1988 hatte sich für dieses Ziel auch das Military Freedom Project der National Gay and Lesbian Task Force eingesetzt. Nachdem Bill Clinton im vorangehenden Präsidentschaftswahlkampf versprochen hatte, den Wehrdienst auch für Homosexuelle zugänglich zu machen, einigte er sich mit der Militärführung nach langen Verhandlungen auf die Don’t-ask,-don’t-tell-Richtlinie (1993). Danach durften Homosexuelle in den Streitkräften dienen, solange sie ihre sexuelle Orientierung verborgen hielten. Im Gegenzug waren sie vor Repressalien und vor Fragen nach ihrer sexuellen Orientierung geschützt. Viele homosexuelle Aktivisten, die sich für die Freiheit zum offenen Schwulsein eingesetzt hatten, empfanden diesen Kompromiss als Rückschlag. Im Mai 2010 befürwortete das Repräsentantenhaus der Vereinigten Staaten die Aufhebung der Regel „Don’t ask, don’t tell“. Seit dem 20. September 2011 können homosexuelle Soldaten offen im US-Militär dienen.

### Gleichgeschlechtliche Lebenspartnerschaft und Ehe

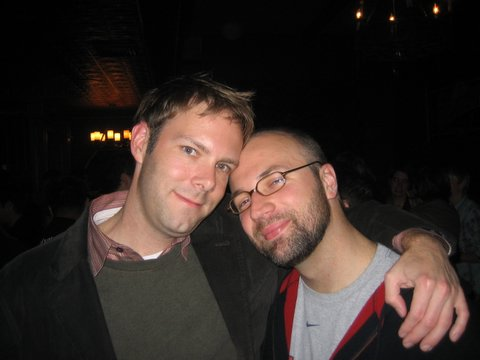
Verheiratetes Paar.

Siehe auch: Anerkennung gleichgeschlechtlicher Partnerschaften in den Vereinigten Staaten
Unter dem Eindruck, dass die homosexuelle Kultur langfristig nur mit dem Leitbild stabiler Partnerschaften gedeihen könne, begannen homosexuelle Aktivsten in den späten 1980er Jahren, sich für die rechtlich anerkannte Partnerschaft (domestic partnership), die eingetragene Lebenspartnerschaft (civil union, registered partnership) und die gleichgeschlechtliche Ehe (same-sex marriage) einzusetzen.
Berkeley war 1984 die erste amerikanische Stadt, in der sich gleichgeschlechtliche Paare registrieren lassen konnten. In der Bundeshauptstadt Washington wurden domestic partnerships, in denen gleichgeschlechtliche Paare ähnliche Rechte genießen wie Verheiratete, 1992 legal. Später folgten Kalifornien (1999), Maine (2004), der Bundesstaat Washington (2006) und Oregon (2008). Der erste Bundesstaat, in dem gleichgeschlechtliche Paare eine civil union eingehen können, war Vermont. Es folgten die Bundesstaaten Connecticut (2005), New Jersey (2006) und New Hampshire (2008).
Die Vorkämpfer für die gleichgeschlechtliche Ehe konnten einen ersten Erfolg verbuchen, als 1993 der oberste Gerichtshof von Hawaii in der Rechtssache Baehr v. Lewin entschied, dass die Weigerung, einem gleichgeschlechtlichen Paar eine Heiratslizenz auszustellen, unter der Verfassung von Hawaii einen Fall von Geschlechterdiskriminierung darstelle. 1996 unterzeichnete Präsident Bill Clinton allerdings den „Defense of Marriage Act“, der festschrieb, dass weder die amerikanische Bundesregierung noch einzelne Bundesstaaten eine gleichgeschlechtliche Ehe anzuerkennen brauchen, die in einem einzelnen bzw. in einem anderen Bundesstaat geschlossen worden ist. Auch Hawaii verabschiedete 1998 ein Constitutional Amendment 2, das gleichgeschlechtliche Ehen in diesem Bundesstaat verhinderte.
Im Frühjahr 2004 erregte der neu gewählte Bürgermeister von San Francisco, Gavin Newsom, internationale Aufmerksamkeit, als er den county clerk anwies, Heiratslizenzen auch an gleichgeschlechtliche Bewerber auszustellen. Vom 12. Februar an schlossen in San Francisco ca. 4.000 gleichgeschlechtliche Paare die Ehe, bis am 11. März 2004 der oberste Gerichtshof in Kalifornien entschied, dass diese Trauungen nicht rechtswirksam seien. Der erste Bundesstaat, in dem gleichgeschlechtliche Ehen legal geschlossen werden können, wurde am 17. Mai 2004 Massachusetts, wo am 18. November 2003 der Supreme Judical Court in der Rechtssache Goodridge v. Department of Public Health entschieden hatte, dass die Rechtsvorteile, die verheiratete heterosexuelle Paare genießen, gleichgeschlechtlichen Paaren nicht vorenthalten werden dürfen.
2013 wurden gleichgeschlechtliche Ehepaare nach höchstgerichtlicher Aufhebung des Defense of Marriage Actes auf Bundesebene in der gesamten Steuergesetzgebung gleichgestellt. Künftig ist die Abgabe einer gemeinsamen Steuererklärung erlaubt und die gleichen steuerlichen Vergünstigungen werden gewährt.

## Gegenwart
Der Anteil der Amerikaner, die Homosexualität ablehnen, ist seit dem Stonewall-Aufstand erkennbar gesunken. 1970 betrug er 70 %, 2007 nur noch 50 % (gegenüber männlicher Homosexualität) bzw. 48 % (gegenüber weiblicher Homosexualität). Rund 38 % der Amerikaner haben heute eine positive Meinung von Homosexuellen. In vielen amerikanischen Städten, Gemeinden und US-Bundesstaaten genießen Schwule und Lesben zumindest dem Gesetzestext nach weitgehenden Schutz vor Diskriminierung. Eine große Zahl von Unternehmen gewährt homosexuellen Mitarbeitern, die in einer festen Partnerschaft leben, dieselben finanziellen Vorteile, die auch Verheiratete erhalten. In mehr als der Hälfte der Bundesstaaten können gleichgeschlechtliche Paare heiraten, in einer Reihe weiterer Bundesstaaten bestehen Gesetze, die homosexuellen Paaren unter bestimmten Voraussetzungen einen ähnlichen Rechtsstatus verleihen wie verheirateten heterosexuellen Paaren. In einigen Bundesstaaten haben gleichgeschlechtliche Paare das Recht, Kinder zu adoptieren oder als Pflegekinder aufzuziehen. Vielen bundesstaatlichen Parlamenten liegen derzeit Gesetzesvorschläge vor, mit denen die rechtliche Gleichstellung von Homosexuellen weiter verankert werden soll.
Im Juni 2016 wurden bei einem Attentat in einer Schwulenbar in Florida 49 Menschen getötet.

## Forschungseinrichtungen und Forschungsprobleme

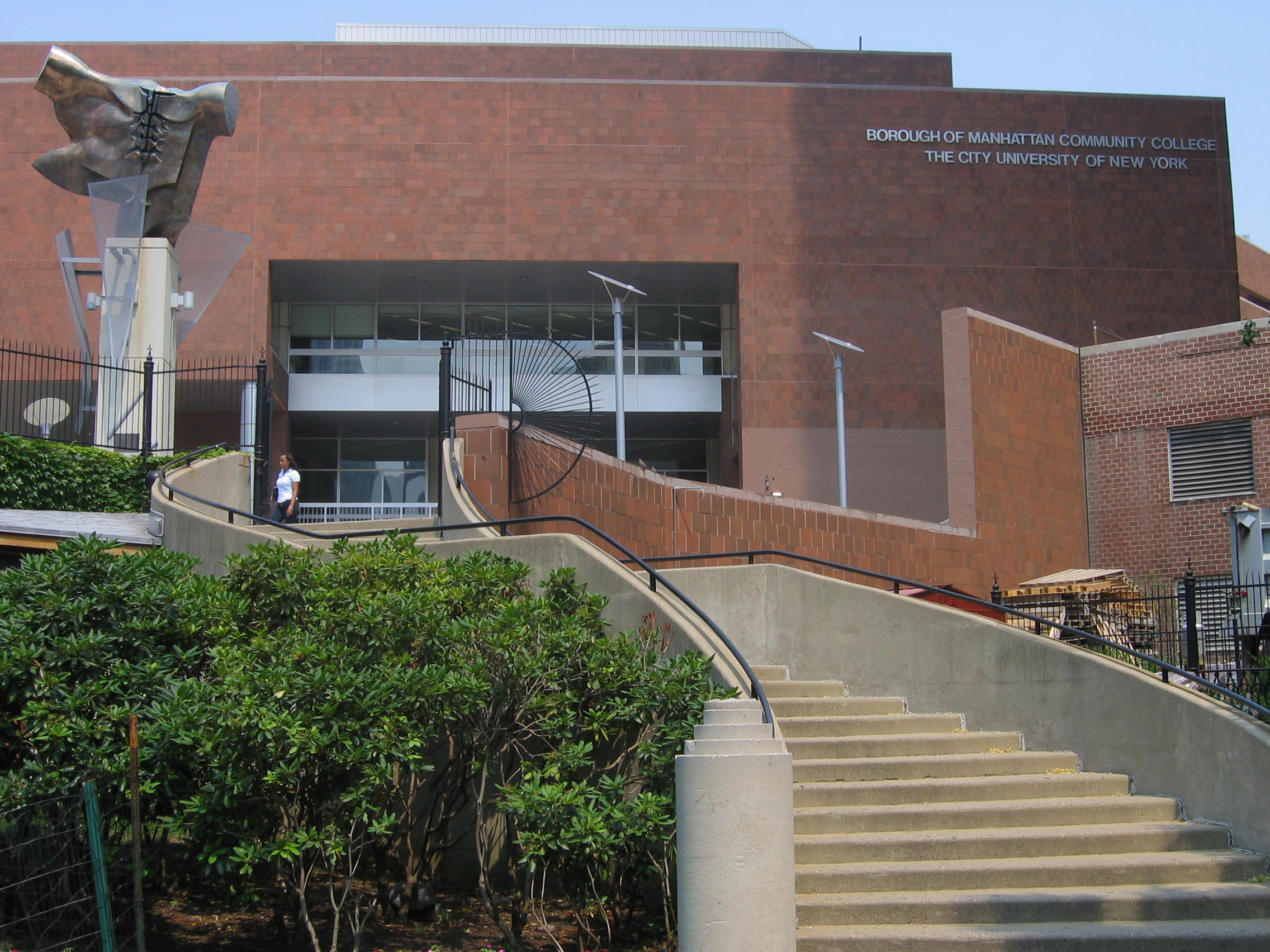
Die City University of New York (CUNY) wurde 1991 die erste amerikanische Hochschule, die für LGBT Studies ein eigenes Institut einrichtete.

Die größte Forschungsbibliothek zum Thema ist die New York Public Library. Über erhebliche Dokumentenbestände verfügen auch das Bisexual Resource Center in Boston, die Lesbian Herstory Archives in New York City, die Bibliothek der Cornell University in Ithaca, New York, die Gerber/Hart Library in Chicago, das James C. Hormel Gay & Lesbian Center der San Francisco Public Library, die One National Gay & Lesbian Archives in Los Angeles und die June L. Mazer Lesbian Archives in West Hollywood. Nachdem amerikanische Universitäten wie die Sacramento State University bereits 1972 erste LGBT-Studienprogramme eingerichtet hatten, entstand 1991 an der City University of New York als landesweit erstes universitäres Forschungsinstitut mit dem Arbeitsschwerpunkt homosexueller Geschichte, Kultur und Politik das Center for Lesbian and Gay Studies (CLAGS). Im frühen 21. Jahrhundert haben viele weitere Hochschulen – darunter z. B. die Yale University, die Hobart and William Smith Colleges in Geneva, New York, die University of Maryland, die Brown University, die University of Illinois at Chicago, die University of California, Berkeley, die San Francisco State University und das San Francisco City College – den Studiengang LGBT Studies eingerichtet. An der University of California, Santa Barbara besteht seit 2006 das Michael D. Palm Center, eine Studien- und Forschungseinrichtung, die sich vor allem mit den sexuellen Minderheiten im amerikanischen Militär beschäftigt.
Historiker, die die Geschichte der Homosexuellen in den USA erforschen wollen, sind – wie in anderen Ländern auch – mit dem besonderen Problem konfrontiert, dass viele Quellen und Dokumente, die zur Rekonstruktion dieser Geschichte herangezogen werden könnten, systematisch vernichtet worden sind: zum Teil von Zensoren und anderen zeitgenössischen Sittenwächtern, die hier Obszönität zu bekämpfen meinten, zum Teil von Angehörigen der homosexuellen Autoren, die nach dem Tode der Betroffenen deren Ansehen zu schützen versuchten. Die Unterdrückung von forschungsrelevanten Materialien war kein Phänomen der viktorianischen Zeit, sondern reicht bis weit ins 20. Jahrhundert hinein. So wurden zum Beispiel im Falle von Horatio Alger (1832–1899), einem Vielschreiber populärer Jugendromane, erst 1971 Dokumente wiederentdeckt, die belegten, dass Alger einen homoerotischen und pädophilen Hintergrund hatte. Noch 1978 versuchte die South Caroliniana Library in Columbia, South Carolina, den Historiker Martin Duberman an der Veröffentlichung der Liebesbriefe zu hindern, die 1826 der bedeutende Südstaatenpolitiker Thomas Jefferson Withers (1804–1866) an einen Mann geschrieben hatte. Der Englischprofessorin Lillian Faderman wurde die Erlaubnis verweigert, in ihre 1994 erschienene Anthologie Chloe Plus Olivia, eine Sammlung lesbischer Lyrik, Gedichte von Edna St. Vincent Millay aufzunehmen.
Viele homosexuelle Autoren benutzten beim Schreiben elaborierte Verschlüsselungssysteme. So schrieb etwa Countee Cullen, der führende Dichter der Harlem Renaissance, in seinen Briefen, die er stets mit einem Pseudonym unterzeichnete, über seine sexuellen Beziehungen nur in kodierter Form.

### Allgemeine Darstellungen
- Brett Beemyn (Hrsg.): Creating a Place for Ourselves: Lesbian, Gay, and Bisexual Community Histories, New York (Routledge), 1997. ISBN 0-415-91389-6
- Allida M. Black (Hrsg.): Modern American Queer History, Temple University Press, 2001. ISBN 1-56639-872-X
- Jonathan Katz: Gay American History: Lesbians and Gay Men in the U. S. A. A Documentary, Thomas Y. Crowell Company, 1976. ISBN 0-690-01164-4
- Molly McGarry, Fred Wasserman: Becoming Visible: An Illustrated History of Lesbian and Gay Life in Twentieth-Century America, New York (Penguin Studio), 1998. ISBN 0-670-86401-3
- Neil Miller: Out of the Past: Gay and Lesbian History from 1869 to the Present, Advocate Books, 2005. ISBN 1-55583-870-7
- Neil Miller: In Search of Gay America. Women and Men in a Time of Change, New York, The Atlantic Monthly Press, 1989. ISBN 0-87113-304-0
- Henry L. Minton: Departing from Deviance: A History of Homosexual Rights and Emancipatory Science in America, University of Chicago Press, 2001. ISBN 0-226-53044-2
- Leila J. Rupp: A Desired Past: A Short History of Same-Sex Love in America, University of Chicago Press, 2002. ISBN 0-226-73156-1

### Lesbische Geschichte
- Lillian Faderman: Odd Girls and Twilight Lovers: A History of Lesbian Life in the Twentieth-Century America, New York (Columbia University Press), 1991. ISBN 0-14-017122-3
- Lillian Faderman: To Believe in Women. What Lesbians Have Done for America – History, Boston, New York (Houghton Mifflin Company) 1999. ISBN 0-395-85010-X
- Elizabeth Kennedy, Madeline Davis: Boots of Leather, Slippers of Gold: The History of a Lesbian Community, Penguin, 1993. ISBN 0-14-023550-7
- Pat Califia: Sapphistry: The book of lesbian sexuality, Naiad Press, 1988, ISBN 0-941483-24-X

### Einzelne Zeitabschnitte
- Allan Bérubé: Coming Out Under Fire: The History of Gay Men and Women in World War Two, Free Press, 2000. ISBN 0-7432-1071-9
- Lester B. Brown (Hrsg.): Two Spirit People: American Indian Lesbian Women and Gay Men, Haworth Press, 1997. ISBN 0-7890-0003-2
- David Carter: Stonewall: The Riots That Sparked the Gay Revolution, St. Martin’s Griffin, 2005. ISBN 0-312-34269-1
- George Chauncey: Gay New York: Gender, Urban Culture and the Making of the Gay Male World, 1890–1940, New York (Basic Books), 1994. ISBN 0-465-02621-4
- Robert J. Corber: Homosexuality in Cold War America: Resistance and the Crisis of Masculinity, Duke University Press, 1997. ISBN 0-8223-1964-0
- Martin Duberman: Stonewall, Plume, 1994. ISBN 0-452-27206-8
- John D’Emilio: Sexual Politics, Sexual Communities. The Making of a Homosexual Minority in the United States, 1940–1970, University of Chicago Press, 1998. ISBN 0-226-14267-1
- John G. Gerassi, Peter Boag: The Boys of Boise. Furor, Vice, and Folly in an American City, University of Washington Press, Reprint 2001. ISBN 0-295-98167-9
- John Loughery: The Other Side of Silence: Men’s Lives & Gay Identities – A Twentieth-Century History, Henry Holt and Co., 1998. ISBN 0-8050-3896-5
- Randy Shilts: And the Band Played On: Politics, People, and the AIDS Epidemic, Stonewall Inn Editions, 2000. ISBN 0-312-24135-6
- Mark Thompson: Long Road to Freedom: The Advocate. History of the Gay and Lesbian Movement, New York (St. Martin’s Press), 1995. ISBN 0-312-09536-8 (über den Zeitraum 1967–1992)
- Walter L. Williams: Spirit and the Flesh: Sexual Diversity in American Indian Culture, Beacon Press, 1992. ISBN 0-8070-4615-9

### Einzelne Städte und Regionen
- Elizabeth A. Armstrong: Forging Gay Identities: Organizing Sexuality in San Francisco, 1950–1994, University of Chicago Press, 2002. ISBN 0-226-02694-9
- John Howard: Men Like That: A Southern Queer History, University of Chicago Press, 2001. ISBN 0-226-35470-9
- Charles Kaiser: The Gay Metropolis: 1940–1996, Boston, New York (Houghton Mifflin) 1997. ISBN 0-395-65781-4. Lose Sammlung einzelner Episoden

### Geschichte der Leder- und BDSM-Szene
- Gayle Rubin: The Valley of the Kings: Leathermen in San Francisco, 1960–1990., 1994, Dissertation Abstracts International, 56 (01A), 0249. (UMI No. 9513472).
- Gayle Rubin: The Miracle Mile: South of Market and Gay Male Leather in San Francisco 1962–1996, in James Brook, Chris Carlsson, and Nancy Peters (Hrsg.): Reclaiming San Francisco: History, Politics, Culture, San Francisco, City Lights Books, 1998, ISBN 0-87286-335-2
- Gayle Rubin: From the Past: The Outcasts aus dem Newsletter des Leather Archives & Museum No. 4, April 1998
- Gayle Rubin: Sites, Settlements, and Urban Sex: Archaeology And The Study of Gay Leathermen in San Francisco 1955–1995, in Robert Schmidt and Barbara Voss (Hrsg.): Archaeologies of Sexuality, London, Routledge, 2000, ISBN 0-415-22365-2
- Larry Townsend: The Leatherman’s Handbook: Silver Jubilee Edition, (erweiterte Neuauflage), L.T. Publications 2000, ISBN 1-881684-19-9

### Weitere Spezialthemen
- Byrne Fone: Homophobia: A History, New York (Picador), 2001. ISBN 0-312-42030-7
- Vito Russo: The Celluloid Closet: Homosexuality in the Movies, New York (Harper & Row), 1987. ISBN 0-06-096132-5
- Rodger Streitmatter: Unspeakable: The Rise of the Gay and Lesbian Press in America, Boston (Faber and Faber), 1995. ISBN 0-571-19873-2
- Pat Califia: Speaking Sex to Power: The Politics of Queer Sex (Essays), Cleis Press, 2001, ISBN 1-57344-132-5
- Eric Marcus: Making History: The Struggle for Gay and Lesbian Equal Rights. 1945–1990. An Oral History, New York, Harper Collins Publishers, 1992. ISBN 0-06-016708-4 (Sammlung von Biografien)
- Gayle Rubin: Thinking Sex: Notes for a Radical Theory of the Politics of Sexuality. In: Henry Abelove u. a. (Hrsg.): The Lesbian and Gay Studies Reader, New York (Routledge). 1993. (Erstveröffentlichung 1984), deutsch: Sex denken. Anmerkungen zu einer radikalen Theorie der sexuellen Politik in: Queer denken. Gegen die Ordnung der Sexualität (Queer Studies), hg. von Andreas Kraß, Frankfurt am Main: Suhrkamp 2003, S. 31–79, ISBN 3-518-12248-7
- Gayle Rubin: Studying Sexual Subcultures: the Ethnography of Gay Communities in Urban North America, in Ellen Lewin and William Leap (Hrsg.): Out in Theory: The Emergence of Lesbian and Gay Anthropology, Urbana (University of Illinois Press), 2002, ISBN 0-252-07076-3
- Stuart Timmons: The Trouble with Harry Hay: Founder of the Modern Gay Movement, Boston (Alyson Books), 1990. ISBN 1-55583-175-3

## Dokumentarfilme zum Thema (Auswahl)
Siehe auch: Liste von Filmen mit homosexuellem Inhalt
- 1983 – Before Stonewall (John Scagliotti, Greta Schiller)
- 1992 – Changing Our Minds: The Story of Dr. Evelyn Hooker (Richard Schmiechen)
- 1993 – Last Call at Maud’s (Paris Poirier), über eine 1966 eröffnete Lesbenbar in San Francisco
- 1994 – Coming Out Under Fire (Arthur Dong), Film über homosexuelle amerikanische Soldaten im Zweiten Weltkrieg
- 1999 – After Stonewall (John Scagliotti)
- 2005 – Gay Sex in the 70s (Joseph F. Lovett), über die schwule Kultur in New York vor Aids
- 2005 – Original Pride: The Satyrs Motorcycle Club (Scott Bloom), über einen 1954 gegründeten schwulen Motorradclub